# Batailles de Lexington et Concord
Pour les articles homonymes, voir Bataille de Lexington.
Vous lisez un « bon article » labellisé en 2014.
Guerre d'indépendance des États-Unis
Batailles
Campagne de Boston :
- Powder Alarm
- Suffolk Resolves
- Lexington et Concord
- Boston
- Thompson's War (en)
- Menotomy (en)
- Fairhaven
- Chelsea Creek
- Machias
- Bunker Hill
- Gloucester
- St. John (en)
- Falmouth
- Charlottetown (en)
- Expédition Knox
- Dorchester Heights

Les batailles de Lexington et Concord sont les premiers engagements militaires de la guerre d'indépendance des États-Unis
.
Elles se déroulent le 19 avril 1775 dans le comté de Middlesex de la province de la baie du Massachusetts, plus précisément dans les villes de Lexington, Concord, Lincoln, Menotomy (devenue Arlington de nos jours) et à Cambridge, près de Boston. Ces batailles ont marqué le déclenchement d'un conflit armé ouvert entre le royaume de Grande-Bretagne et ses Treize colonies dans la partie continentale de l'Amérique du Nord britannique.
Environ 700 militaires de l'armée régulière britannique, sous le commandement du lieutenant-colonel Francis Smith, reçoivent des ordres secrets pour capturer et détruire les entrepôts d'armes que détiendrait la milice du Massachusetts établie à Concord. Grâce à des renseignements, les Patriots sont avertis plusieurs semaines avant l'expédition anglaise et déplacent la plupart de leurs stocks en des lieux plus sûrs. Ils obtiennent également des informations sur les plans britanniques dans la nuit précédant la bataille et sont alors en mesure d'avertir rapidement les milices de la région des mouvements de l'ennemi. Les premiers coups de feu sont tirés à Lexington alors que le soleil se lève. Les miliciens, moins nombreux, sont rapidement dépassés et l'armée britannique poursuit sa route à Concord en quête des entrepôts d'armes. Au North Bridge, à Concord, près de 500 miliciens combattent et défont trois compagnies des troupes du Roi. Après une bataille rangée, les Britanniques se retrouvent en infériorité numérique face aux Minutemen. Davantage de miliciens arrivent peu après et infligent de lourdes pertes aux militaires lors de leur retraite vers Boston. De retour à Lexington, l'expédition de Smith est secourue par des renforts sous le commandement du brigadier-général Hugh Percy. La force combinée de près de 1 700 hommes reprend sa marche vers Boston sous un feu nourri et, dans une retraite tactique, finit par atteindre Charlestown. Les multiples milices bloquent alors les minces accès terrestres à Boston et Charlestown, initiant le siège de Boston.
Les batailles de Lexington et Concord sont symboliques pour les Américains car elles sont des éléments déclencheurs de la future indépendance des États-Unis et des preuves visibles de leur recherche de liberté. Les explications sur le déroulement de ce 19 avril 1775 ont fluctué au fil du temps et des témoignages, notamment concernant l'identité de l'agresseur et du camp à l'origine du premier tir, jusqu'à en avoir une version mythifiée correspondant à leur recherche d'identité nationale propre, même si elle est parfois éloignée de la vérité.

## Contexte historique

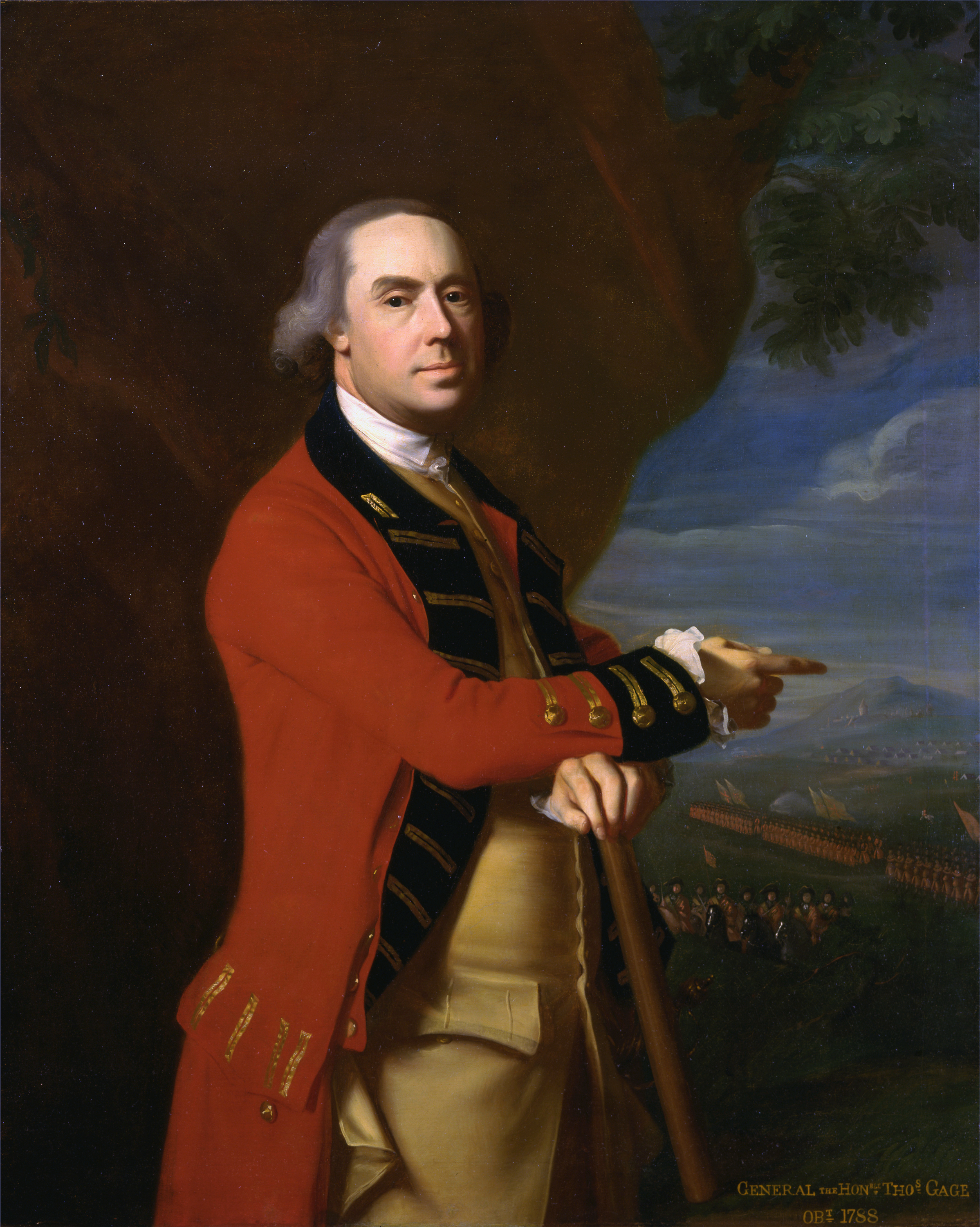
Portrait de Thomas Gage, gouverneur militaire du Massachusetts, par John Singleton Copley (vers 1768).

Dans la seconde moitié du XVIIIe siècle, les tensions entre les colons américains et la métropole britannique s’accroissent : Londres entend imposer des taxes et contraindre le commerce. Cette politique heurte les intérêts des marchands en Amérique, notamment à Boston, en Nouvelle-Angleterre, qui se trouve être l'un des principaux points de résistance. Les marchands estiment de surcroît injuste de ne pas être représentés au parlement du Royaume-Uni et de ne pas bénéficier des mêmes droits que les sujets britanniques.
L'infanterie de l'armée de terre britannique, dont les soldats sont surnommés les redcoats (« tuniques rouges ») et parfois les devils (« diables ») par les colons, occupe Boston depuis 1768 et a été rejointe par des forces de la Royal Navy et des Royal Marines. Elles ont pour objectif de faire respecter les lois intolérables, série de lois adoptée par le Parlement britannique pour punir la province de la baie du Massachusetts de la Boston Tea Party et d'autres actes de protestation tels que la destruction de la maison du gouverneur civil Thomas Hutchinson par l'organisation des Fils de la Liberté, dirigée par Samuel Adams. Le général Thomas Gage, gouverneur militaire du Massachusetts et commandant en chef des forces militaires en garnison à Boston (environ 3 000 soldats britanniques), successeur de Hutchinson, n'a aucun contrôle sur le Massachusetts en dehors de Boston, où l'application des lois a accru les tensions entre la majorité Patriot (Whig) et la minorité Tory (loyalistes). Le plan de Gage est d'éviter un conflit en prenant le contrôle des entrepôts militaires des milices. Cette lutte pour l'approvisionnement en armes et en munitions conduit à la Powder Alarm (« l'alarme de la poudre »), une série d'escarmouches presque sans effusion de sang. Gage se considérant comme un ami de la liberté, il tente de séparer ses fonctions de gouverneur de la colonie et de général d'une force d'occupation. Edmund Burke décrit au parlement la relation conflictuelle qu'entretient Gage à l'encontre du Massachusetts dans les termes suivants : « Un Anglais est la personne la plus inapte au monde lorsqu'il s'agit de réduire un autre Anglais en esclavage » (« An Englishman is the unfittest person on Earth to argue another Englishman into slaver »).
Les colons se constituent en milices hétérogènes depuis le XVIIe siècle, dans un premier temps principalement pour la défense contre les attaques des indigènes locaux. Ces forces se rassemblent également à la suite des actions françaises dans la guerre de la Conquête au cours des années 1750 et 1760. Ce sont généralement des milices locales, sous la juridiction du gouvernement provincial. Lorsque la situation politique commence à se détériorer, en particulier lorsque Gage dissout le gouvernement provincial à la suite de l'Acte de gouvernement du Massachusetts, les ententes existantes entre les milices sont employées par les colons dans le cadre du Congrès provincial du Massachusetts en vue de la résistance à la menace militaire perçue.

### Préparations britanniques

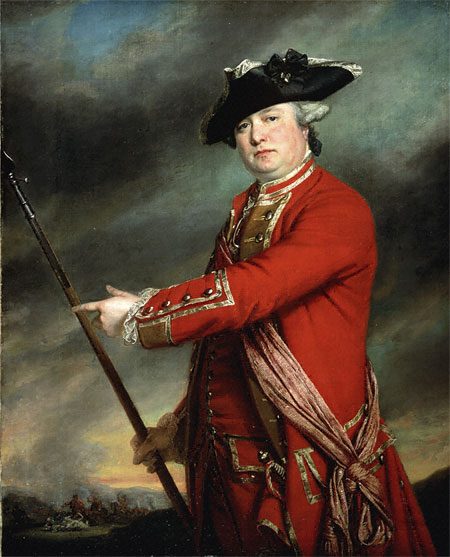
Portrait de Francis Smith, commandant de l'expédition britannique, par Francis Cotes (1763).

Le 14 avril 1775, Thomas Gage reçoit des instructions du secrétaire d'État William Legge, 2e comte de Dartmouth, pour désarmer les rebelles — connus pour cacher des armes à Concord, entre autres — et emprisonner les dirigeants de la rébellion, en particulier Samuel Adams et John Hancock. Legge donne un pouvoir discrétionnaire considérable à Gage,.
Dans la matinée du 18 avril, Gage ordonne qu'une patrouille montée d'environ 20 hommes, sous le commandement du major Mitchell du 5e régiment d'infanterie, se place dans la campagne environnante pour intercepter les messagers rebelles qui pourraient être envoyés à cheval. Cette patrouille, au comportement particulier (présence après le coucher du soleil, question sur Adams et Hancock aux voyageurs), semble avoir attiré involontairement la suspicion des habitants et accéléré la préparation des miliciens. La milice de Lexington en particulier semble avoir commencé à se rassembler tôt dans la soirée, avant même de recevoir un message de Boston.
Le lieutenant-colonel Francis Smith reçoit des ordres de Gage dans l'après-midi du 18 avril avec pour instruction de ne pas les lire avant que ses troupes ne soient en route. Il doit se rendre depuis Boston vers Concord avec la plus grande discrétion en vue de saisir et détruire les stocks militaires, tout en prenant soin que les soldats ne pillent pas les habitants et respectent la propriété privée. Gage utilise son pouvoir discrétionnaire et ne donne pas d'ordres écrits sur l'arrestation des chefs rebelles, craignant de déclencher un soulèvement.

### Préparations coloniales

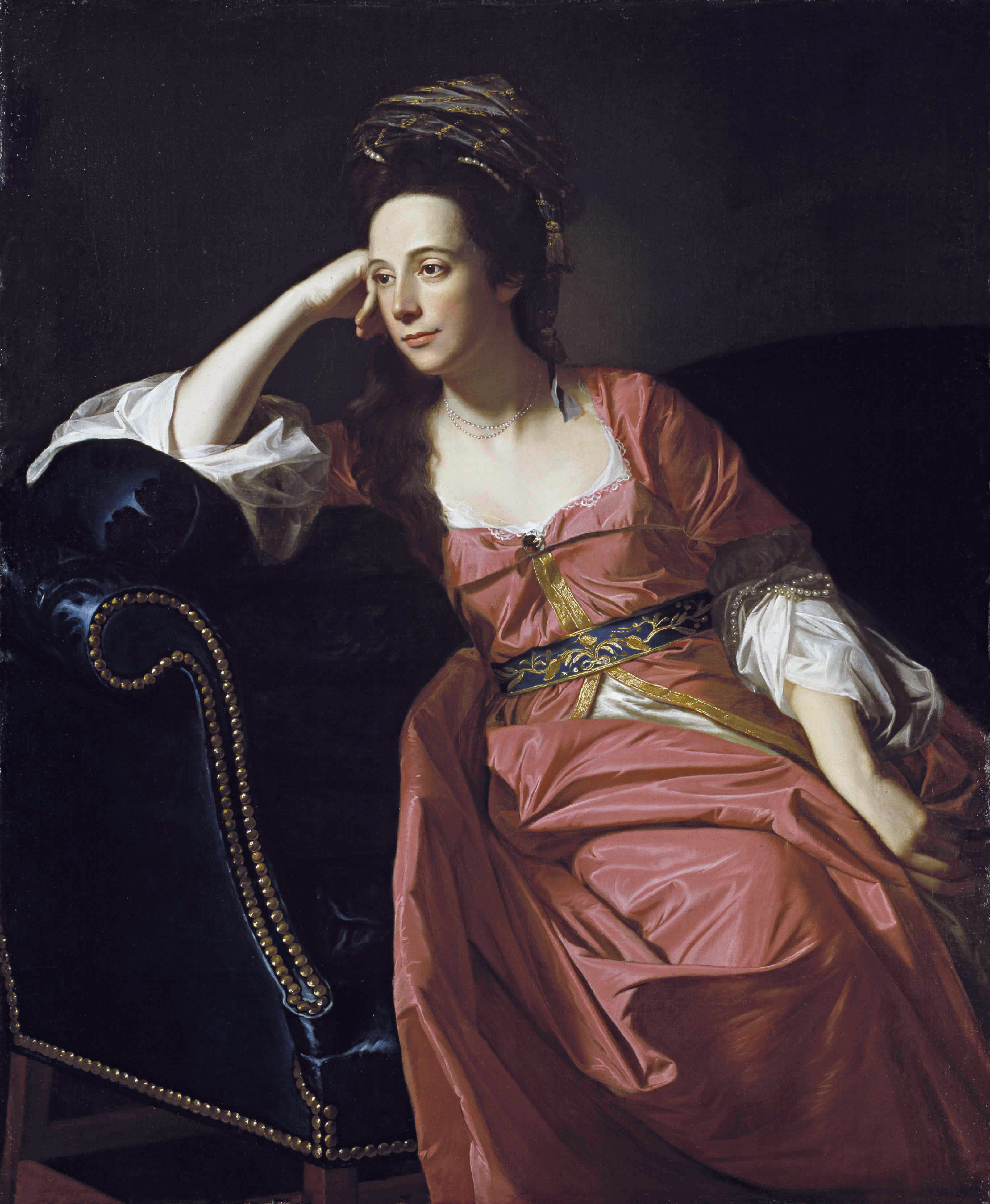
Portrait de Margaret Kemble Gage, femme du gouverneur Thomas Gage, par John Singleton Copley (vers 1771).

Les meneurs de la rébellion, à l'exception de Paul Revere et de Joseph Warren, avaient tous quitté Boston dès le 8 avril. Ils avaient eu connaissance des instructions secrètes envoyées par Legge à Gage à partir de sources situées à Londres, avant même que ces dernières n'arrivent à Gage lui-même. Adams et Hancock s'étaient eux réfugiés dans la maison de l'un des parents de Hancock, à Lexington, où ils pensaient être à l'abri de la menace d'une arrestation.
Les milices du Massachusetts rassemblaient alors en effet un stock d'armes, de poudre et de matériel à Concord, ainsi qu'une plus grande quantité plus à l'ouest, à Worcester, mais les chefs rebelles sont avertis que les officiers britanniques observent les routes menant à Concord. Le 8 avril, Paul Revere se rend à cheval à Concord pour avertir les habitants que les Britanniques semblent planifier une expédition. Les habitants décident de vider leurs entrepôts et de les répartir entre plusieurs autres situés dans des villes à proximité. Les colons sont également au courant de l'expédition à venir le 19 avril, bien qu'elle soit ignorée des officiers britanniques eux-mêmes. Il y a des spéculations persistantes, bien que non prouvées, selon lesquelles la source de ce renseignement aurait été Margaret Kemble Gage, l'épouse du général Gage qui de par sa naissance dans la province du New Jersey a des sympathies pour la cause coloniale, ainsi qu'une relation amicale avec Joseph Warren.
Entre 9 et 10 heures, la nuit du 18 avril 1775, Warren explique à William Dawes et Paul Revere que les troupes du Roi sont sur le point d'embarquer sur des bateaux en provenance de Boston à destination de Cambridge pour faire route vers Lexington et Concord. Les renseignements de Warren suggèrent que les objectifs les plus probables de cette action tardive dans la nuit sont la capture d'Adams et Hancock. Il n'y a pas à s'inquiéter de la possibilité que des militaires arrivent à Concord depuis le retrait des stocks d'armes, mais les dirigeants rebelles de Lexington pourraient ne pas être au courant du danger d'une attaque de nuit. Revere et Dawes sont donc envoyés pour les avertir et alerter les milices coloniales dans les villes voisines.

### Forces des milices patriotes

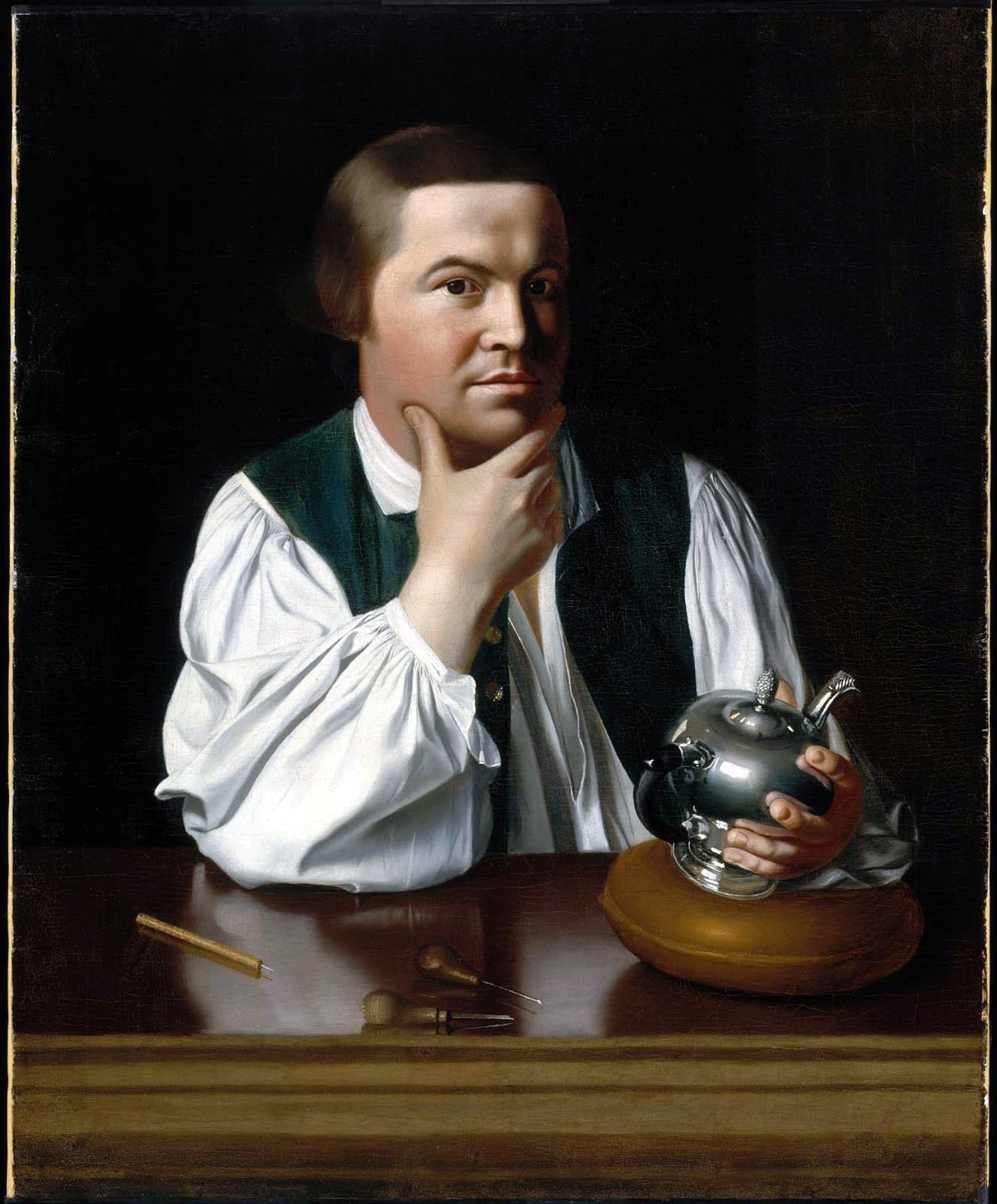
Portrait de Paul Revere par John Singleton Copley (vers 1768-1770). Revere est un artisan franc-maçon.

William Dawes part à cheval vers le sud à travers le Boston Neck puis il emprunte un pont à Cambridge pour rejoindre Lexington. Paul Revere reçoit lui la consigne de prévenir les rebelles de Charlestown, avant de rejoindre Lexington. Il traverse donc la rivière Charles par bateau, évitant le navire de guerre britannique HMS Somerset ancré à proximité, puisque les traversées sont interdites à cette heure tardive. Revere atteint Charlestown et fait route vers Lexington en esquivant une patrouille britannique et alertant presque toutes les maisons le long de sa route. Les colons de Charlestown envoient alors des messagers supplémentaires vers le nord.
Après leur arrivée à Lexington, Revere, Dawes, Hancock et Adams discutent de la situation en rassemblant la milice. Estimant que l'importance de la force déployée par les Britanniques est trop grande pour la seule mission d'arrestation de ces deux derniers, ils comprennent que Concord est la cible principale. Les rebelles de Lexington envoient également des messagers aux villes environnantes tandis que Revere et Dawes continuent le long de la route vers Concord, accompagnés par Samuel Prescott. À Lincoln, ils rencontrent la patrouille britannique dirigée par le major Mitchell. Revere est capturé, Dawes tombe de son cheval et seul Prescott parvient à s'échapper pour atteindre Concord. Des messagers supplémentaires sont alors envoyés à partir de Concord.
Le trajet de Revere — connu sous le nom de Midnight Ride (« Chevauchée de minuit ») —, Dawes et Prescott déclenche un système flexible « d'alarme et de rassemblement » soigneusement préparé les mois précédents, en réaction à la réponse impuissante des colons face à la Powder Alarm. Ce système est une version améliorée d'un ancien réseau de notification généralisée et de déploiement rapide des forces des milices locales en cas d'urgence. Les colons avaient en effet régulièrement utilisé ce système les premières années de guerres amérindiennes, avant qu'il ne tombe en désuétude pendant la guerre de la Conquête. En plus des messagers supplémentaires délivrant les messages, des cloches, des tambours, des pistolets d'alarme, des feux de joie et une trompette sont utilisés pour communiquer rapidement de localité en localité, informant les rebelles dans des douzaines de villages de l'Est du Massachusetts pour qu'ils mettent en place leurs milices. Ce système est si efficace que les gens dans les villes jusqu'à 40 kilomètres de Boston sont au courant des mouvements de l'armée alors que les soldats débarquent encore des bateaux à Cambridge. Ces premiers avertissements jouent un rôle crucial dans le rassemblement d'un nombre suffisant de miliciens coloniaux qui infligent de lourdes pertes aux soldats britanniques plus tard dans la journée. Adams et Hancock sont finalement mis en lieu sûr, d'abord à ce qui est de nos jours Burlington et plus tard à Billerica.

Carte des itinéraires de l'expédition britannique et des messagers Patriots le 18 avril- 1775- et 19 avril 1775 :
Route de l'armée britannique commandée par Francis Smith vers Concord.
Route de Paul Revere (Midnight Ride) : de l'Old North Church de Boston vers Concord via Charlestown.
Route de William Dawes : de Boston vers Concord via le Boston Neck et Roxbury.
Route de Samuel Prescott : de Lexington vers Concord.

### Avancée britannique

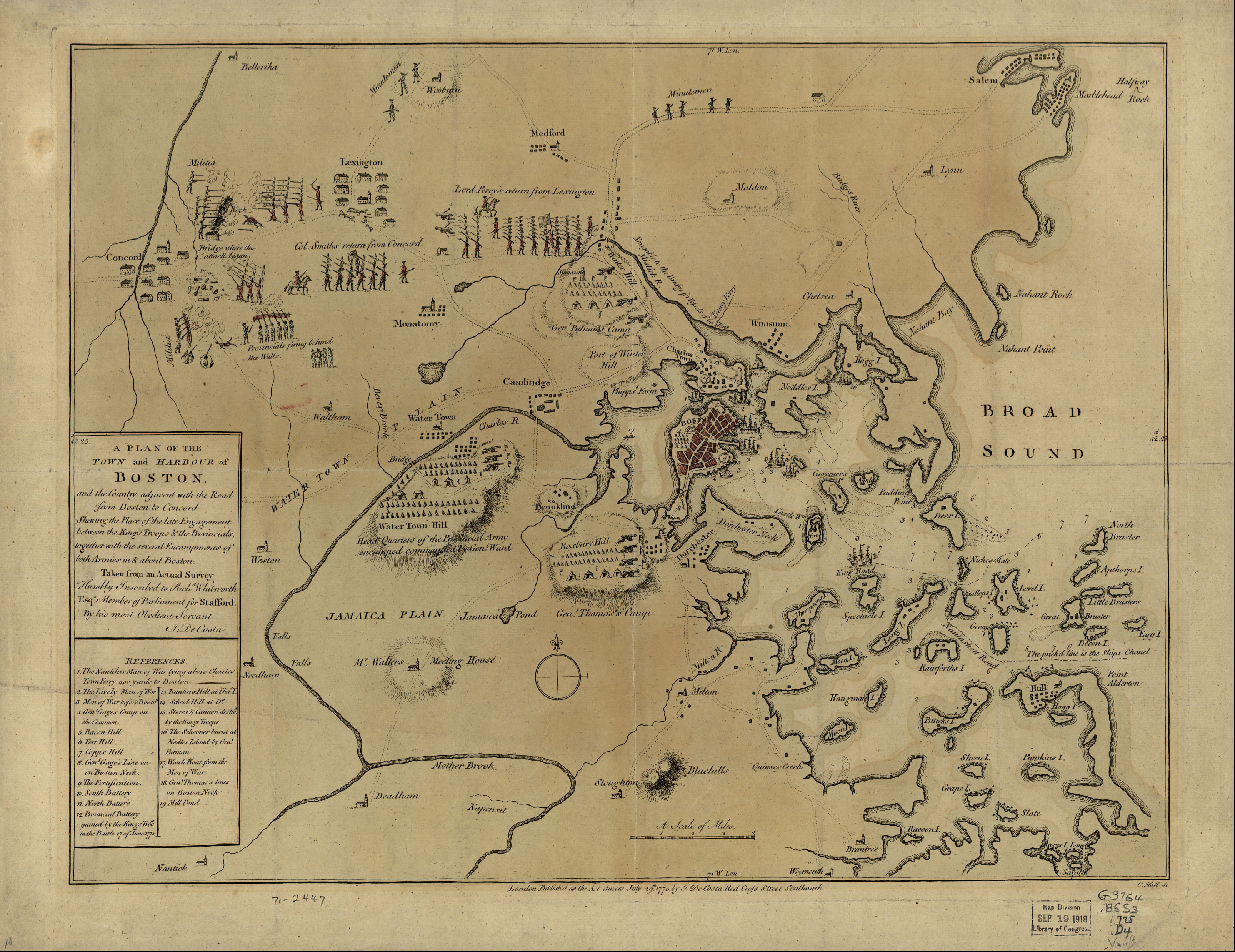
Carte de 1775 des batailles ainsi que du siège de Boston.

Au crépuscule, le général Gage convoque ses officiers pour les informer des ordres de William Legge. Il leur explique également que l'officier le plus gradé de son régiment, le lieutenant-colonel Francis Smith, commandera, avec le major John Pitcairn comme second. La séance est levée vers 20 h 30 et Hugh Percy va au Boston Common. Selon une source, dans ce parc, la discussion entre les habitants tourne autour des déplacements inhabituels des soldats britanniques dans la ville. Quand Percy interroge un homme, ce dernier répond : « Eh bien, les soldats vont rater leur objectif ». « Quel objectif ? » demande Percy. « […] le canon à Concord » est alors la réponse. En entendant cela, Percy relaye rapidement cette information à Gage. Abasourdi, Gage donne des ordres pour empêcher d'éventuels messagers de sortir de Boston, mais Dawes et Revere sont déjà loin.
Les soldats britanniques, environ 700 fantassins, proviennent de onze des treize régiments d'infanterie de Gage. Pour cette expédition, le major John Pitcairn commande dix compagnies d'infanterie légère d'élite et le lieutenant-colonel Benjamin Bernard est à la tête de onze compagnies de grenadiers, sous le commandement du lieutenant-colonel Smith. Des troupes affectées à l'expédition, 350 provenaient de compagnies de grenadiers provenant des 4e (King's Own), 5e, 10e, 18e (Royal Irish), 23e, 38e, 43e, 47e, 52e et 59e régiments d'infanterie et du 1er bataillon de Marines. Pour protéger les compagnies de grenadiers se trouvent environ 320 soldats d'infanterie légère des 4e, 5e, 10e, 23e, 38e, 43e, 47e, 52e et 59e régiments d'infanterie ainsi que du 1er bataillon de Marines. Chaque compagnie a son propre lieutenant, mais la majorité des capitaines commandant sont des volontaires rattachés à eux à la dernière minute et provenant de tous les régiments stationnés à Boston. Cette absence de lien entre le commandant et sa compagnie se révélera problématique.

Soldat britannique portant la tunique rouge (1742).

Les Britanniques mettent en ordre de marche leurs troupes à 21 heures dans la nuit du 18 avril et les rassemblent à 22 heures sur la rive, à l’extrémité ouest du Boston Common. La marche vers Concord est dans l'ensemble désorganisée du début à la fin. Le colonel Smith arrive en retard et l'opération de chargement sur des embarcations maritimes n'est pas organisée, ce qui entraîne une confusion dans la zone de transit. Les bateaux utilisés sont des barges navales qui sont chargées si étroitement qu'il n'y a pas de place pour que les soldats puissent s'asseoir. Quand ils débarquent à Phipps Farm à Cambridge vers minuit, les troupes sont dans l'eau jusqu'à la taille. Après une longue halte pour décharger le matériel, les soldats commencent leur marche de 27 kilomètres vers Concord, soit environ deux heures. Lors de l'attente, ils reçoivent des munitions supplémentaires et des provisions (du porc salé froid et des biscuits de mer). Ils ne portent pas de sacs à dos, car ils ne prévoient pas de camper. Ils portent uniquement leur musette à nourriture, leur gourde et leur fusil et se mettent en marche malgré leurs vêtements humides et leurs chaussures boueuses. À leur passage dans Menotomy (Arlington), les « alarmes » des colons à travers la campagne font comprendre aux quelques officiers au courant de la mission qu'ils ne disposent plus de l'élément de surprise. Un des soldats enregistrera dans son journal : « Nous avons traversé la baie et avons débarqué sur la rive opposée vers minuit et commencé notre marche vers une heure, qui a d'abord été à travers des marécages et des déclivités […] jusqu'à ce que nous soyons entrés sur la route menant à Lexington […] après quoi les gens de la campagne ont commencé à tirer leurs pistolets d'alarme et allument des feux, réveillant [la zone]. […] [Dans mes souvenirs] vers environ quatre heures du matin le 19 avril […] [nous avons reçu l'ordre de charger] ce que nous avons fait. »
À environ 3 heures du matin, le colonel Smith envoie le major Pitcairn en avant avec six compagnies d'infanterie légère ; ordre est donné de marcher rapidement sur Concord. Vers 4 heures, il prend la « sage » — « mais tardive » — décision d'envoyer un messager à Boston pour y demander des renforts.

## Batailles

### Lexington
Souvent représenté comme une bataille en bonne et due forme, l'engagement à Lexington est en réalité plus une escarmouche. Lorsque l'avant-garde britannique commandée par Pitcairn entre à Lexington à l'aube du 19 avril 1775, près de 80 miliciens de la ville sortent de la taverne Buckman et se placent en rang pour l'attendre, tandis qu'entre 40 et 100 spectateurs se préparent à assister à la confrontation sur le côté de la route,,. Leur chef est le capitaine John Parker, un vétéran de la guerre de la Conquête, tuberculeux et ayant donc des problèmes pour se faire entendre. Des miliciens qui s'alignent en rang, neuf ont le nom de famille Harrington, sept Munroe (y compris William Munroe, sergent de la compagnie), quatre Parker, trois Tidd, trois Locke et trois Reed. Un quart d'entre eux est d'une façon ou d'une autre lié au capitaine Parker. Ce groupe de miliciens fait partie du « groupe d'entraînement » de Lexington, une façon d'organiser les milices locales datant des puritains, et non pas une compagnie de minutemen.
Après avoir attendu toute la nuit sans aucun signe des troupes britanniques et en se demandant si l'avertissement de Paul Revere est vrai, à environ 4 h 15, Parker obtient confirmation de l'arrivée ennemie. Thaddeus Bowman, le dernier éclaireur que Parker avait envoyé, revient au galop et lui signale que les Britanniques arrivent en force et qu'ils sont proches. Le capitaine Parker est clairement conscient qu'il perdra la confrontation et n'est alors pas prêt à sacrifier ses hommes car il sait pertinemment que l'essentiel des entrepôts des colons à Concord sont à l'abri. Il sait également que, bien qu'inhabituelle, l'armée britannique a déjà réalisé ce type d'expéditions dans le Massachusetts sans rien trouver. Parker a donc toutes les raisons de s'attendre à ce que cela se reproduise. Les soldats marcheraient sur Concord et ne trouvant rien, retourneront à Boston, fatigués et les mains vides. Il place soigneusement sa compagnie dans une formation non-belliqueuse sur le Lexington Green, un parc de la ville. Les miliciens sont bien visibles et ne bloquent pas la route vers Concord. Ils font une démonstration de leur détermination militaire et politique, tout en se gardant d'empêcher la marche des soldats britanniques. Plusieurs années plus tard, l'un des participants rappela les mots de Parker : « Tenez bon. Ne tirez que s'il tirent les premiers, mais s'ils veulent la guerre, qu'elle commence ici »,. Parker, selon sa déposition réalisée sous serment après la bataille, expliquera : « J'ai … ordonné à notre milice de se rassembler dans ledit parc de Lexington pour les consulter sur ce qu'il fallait faire, et ai conclu de ne pas être découvert, ni de se mêler ou [d'affronter] lesdites troupes régulières (si elles devaient s'approcher) à moins qu'elles ne nous insultent ou molestent, et, lors de leur approche soudaine, j'ai immédiatement ordonné à notre milice de se disperser, et de ne pas tirer : immédiatement, les troupes ont fait leur apparition et se précipitèrent furieusement, tirant sur nous et tuant huit [hommes] de notre groupe, sans recevoir aucune provocation de notre part ».

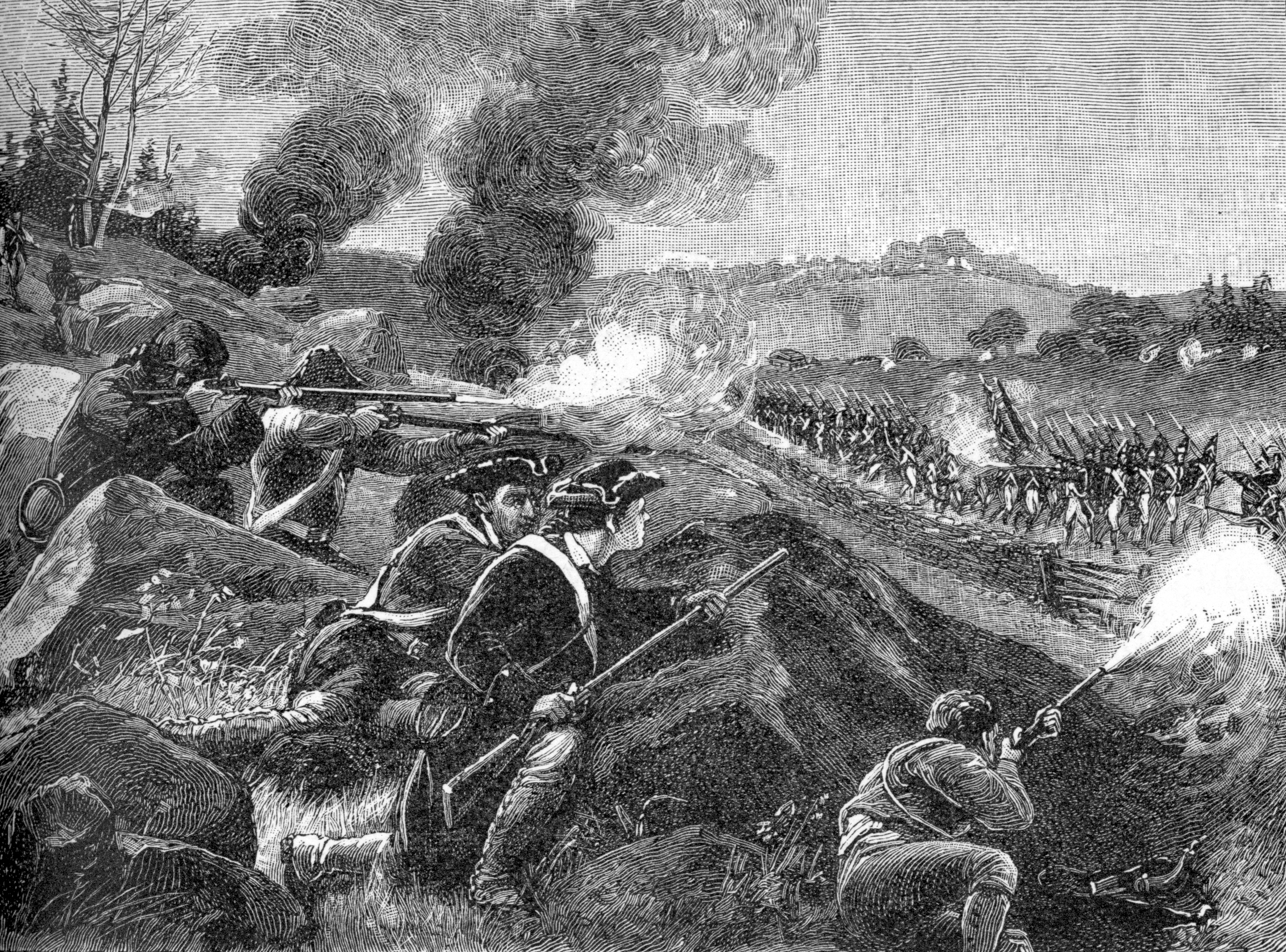
Gravure de la bataille de Lexington (1885).

Plutôt que de tourner à gauche vers Concord, le lieutenant Jesse Adair, qui est à la tête de l'avant-garde, décide de son propre chef, pour protéger le flanc des troupes de tourner à droite et d'ensuite se diriger vers le parc dans un effort confus pour encercler et désarmer les miliciens. Les soldats courent vers la milice de Lexington en s'encourageant bruyamment, puis formant une ligne de bataille. Le major Pitcairn arrive par l'arrière de l'avant-garde et mène ses trois compagnies vers la gauche, avant de les arrêter. Les autres compagnies du colonel Smith sont plus loin sur la route vers Boston.
Un officier britannique — probablement Pitcairn, mais les sources sont incertaines car il se peut que ce soit également le lieutenant William Sutherland (en) — s'avance en brandissant son épée, et appelle la foule présente à se disperser, s'écriant peut-être aussi : « baissez vos armes, maudits rebelles » (« lay down your arms, you damned rebels! »). Le capitaine Parker dit à ses hommes de se disperser et de rentrer chez eux mais, en raison de la confusion, des cris environnants et des problèmes de sa voix provoqués par la tuberculose, certains miliciens ne l'entendent pas et sortent du rang très lentement, sans déposer les armes. Parker et Pitcairn ordonnent à leurs hommes de ne pas tirer, mais, ce 19 avril, un coup de feu provenant d'une source inconnue est quand même tiré,. Le lieutenant John Barker du 4e régiment d'infanterie racontera plus tard : « À 5 heures, nous sommes arrivés [à Lexington], et avons vu un certain nombre de personnes, […] entre 200 et 300 [d'après moi], rassemblées dans un parc en plein milieu de la ville, nous continuâmes à progresser, en se gardant préparés contre une attaque [tout en n'ayant pas] l'intention de les attaquer, mais à notre arrivée auprès d'eux, ils ont tiré sur nous deux coups de feu, sur lesquels nos hommes sans aucun ordre, se sont précipités sur eux, tirèrent et les mirent en fuite ; plusieurs d'entre eux ont été tués, on ne pouvait pas dire combien, parce qu'ils étaient derrière des murs et dans les bois. Nous avons eu un homme du 10e [régiment] d'infanterie légère blessé, personne d'autre n'a été blessé. Nous nous sommes ensuite rassemblés […], mais avec quelques difficultés, les hommes étaient si furieux qu'ils ne pouvaient entendre aucun ordre ; nous avons attendu un temps considérable là-bas, et enfin continué […] vers Concord ».
Selon un membre de la milice de Parker, aucun des Américains n'a tiré alors qu'ils font face aux troupes britanniques avançant vers eux. Un des Britanniques a néanmoins une blessure légère, dont les détails sont corroborés par une déposition faite par le caporal John Munroe : « Après le premier coup de feu des soldats, j'ai pensé, et déclaré à Ebenezer Munroe […] qui se tenait à côté de moi sur la gauche, qu'ils n'avaient rien d'autre que de la poudre, mais au deuxième tir, Munroe constata qu'ils avaient tiré quelque chose de plus que [simplement] de la poudre car il avait reçu une blessure au bras, et maintenant, dit-il, pour employer ses propres termes, « Je leur donnerai ce que mon arme a dans les tripes » (« I'll give them the guts of my gun »). Nous avons ensuite tous les deux visés le corps principal des troupes britanniques ; la fumée nous empêchant de bien voir à part les têtes de certains de leurs chevaux, et avons déchargé nos armes ».

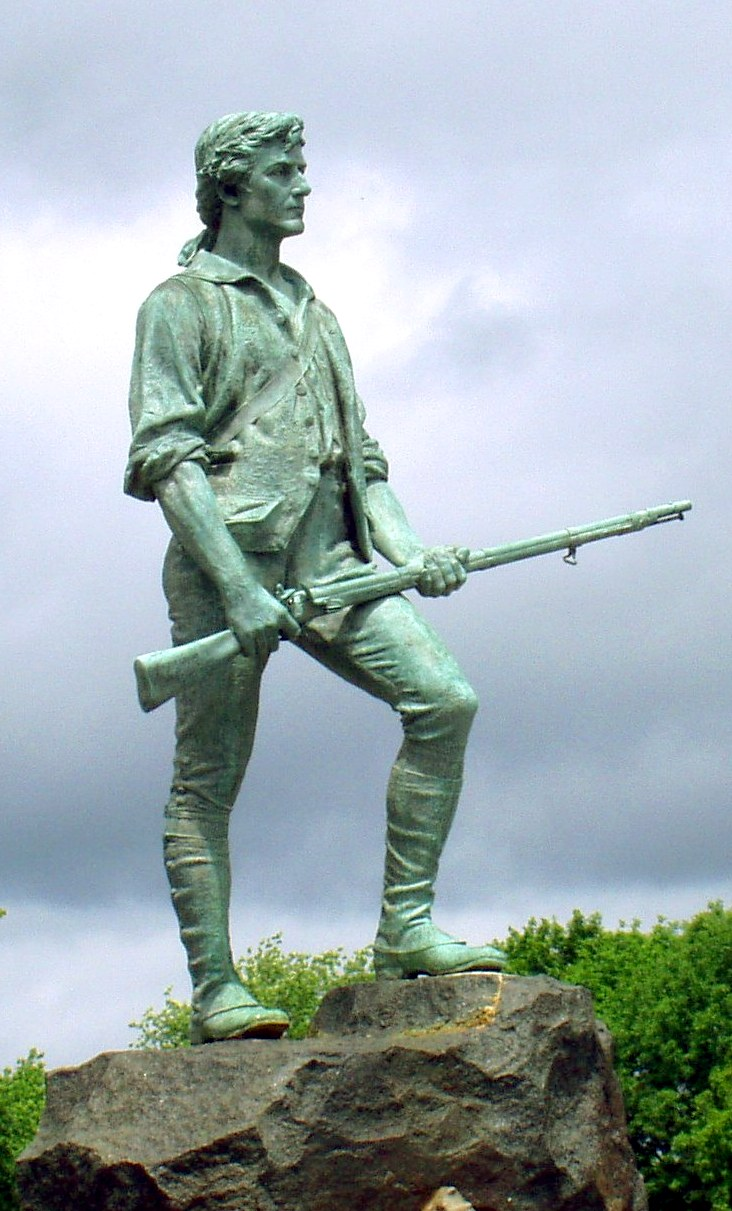
Statue du Minute Man par Henry Hudson Kitson. Située dans le Lexington Battle Green, elle représente le capitaine John Parker.

Certains témoins parmi les soldats britanniques signalent que le premier coup de feu a été tiré par un colon depuis une haie ou derrière un mur. Certains spectateurs rapportent qu'un officier britannique a ouvert le feu en premier. Les deux camps ont généralement convenu que le tir initial ne vient pas des hommes se faisant face sur le terrain. La spéculation est née plus tard à Lexington qu'un homme du nom de Solomon Brown a tiré le premier coup de feu de l'intérieur de la taverne ou de derrière un mur, mais cela s'est révélé faux. De chaque côté, certains témoins ont affirmé que quelqu'un de l'autre camp a tiré le premier, mais beaucoup plus de témoins ont affirmé ne pas savoir. Une autre théorie est que le premier coup de feu a été tiré par un Britannique, lequel a tué Asahel Porter, un de leurs prisonniers qui avait tenté de s'évader ; les Britanniques lui auraient dit de s'en aller et, paniqué, a commencé à courir, créant la confusion. L'historien David Hackett Fischer soutient qu'il y a peut-être effectivement eu plusieurs coups de feu de manière quasi simultanée. L'historien Mark Urban soutient que les Britanniques en courant en avant de manière indisciplinée avec la baïonnette en avant, ont provoqué quelques coups de feu épars de la milice. Finalement, en réponse, les troupes britanniques, sans ordre, tirent une salve qui se révèle dévastatrice. Ce manque de discipline parmi les troupes britanniques a joué un rôle clé dans l'escalade de la violence ce jour-là.
Les témoins de la scène décrivent plusieurs coups de feu intermittents des deux côtés avant que les lignes de soldats britanniques ne commencent à tirer des volées sans avoir reçu l'ordre de le faire. Quelques-uns des miliciens pensent d'abord à des tirs d'intimidation sans balles mais avec de la poudre, mais ils réalisent rapidement le contraire, chargent et ripostent. Le reste s'enfuit pour sauver leur vie. « Nous, Nathaniel Mulliken, Philip Russell, [et 32 autres hommes …] témoignons et déclarons que le dix-neuf au matin, étant informés que […] un corps de soldats était en marche à partir de Boston vers Concord. […] Vers cinq heures du matin, en entendant notre tambour, nous avons […] bientôt trouvé qu'un grand corps de troupes marchait vers nous, une partie de notre compagnie arrivait […] et d'autres [nous avaient rejoint], à ce moment-là, la compagnie a commencé à se disperser, tandis que nous tournions le dos aux soldats, nous avons reçu des tirs de leur part, et un certain nombre de nos hommes ont été tués sur le coup et ont été blessés, pas un tir n'a été tiré par [quelqu'un] dans notre compagnie sur les soldats à notre connaissance avant qu'ils ne nous tirent dessus, et continuent à tirer jusqu'à ce que nous [sommes tous partis] ».
Les soldats britanniques chargent ensuite à la baïonnette. Jonas Parker, un cousin du capitaine Parker, est tué. Huit miliciens sont tués et dix sont blessés, tandis qu'un seul soldat britannique du 10e régiment est blessé. Les huit colons tués sont John Brown, Samuel Hadley, Caleb Harrington, Jonathon Harrington, Robert Munroe, Isaac Muzzey, Asahel Porter et Jonas Parker. Jonathon Harrington, mortellement blessé par une balle de fusil britannique, réussi à ramper jusqu'à sa maison et meurt sur le seuil de sa demeure. Un homme blessé, Prince Estabrook, est un esclave noir qui sert dans la milice,.
Les compagnies sous le commandement de Pitcairn ignorent les ordres de leurs officiers en partie parce qu'ils ne sont pas au courant de l'objet même de la mission. Ils tirent dans des directions différentes et se préparent à entrer dans les maisons de la localité. Le colonel Smith, qui arrive avec le reste des soldats, entend les tirs de fusils et devance la colonne de grenadiers pour évaluer la situation lui-même. Il ordonne rapidement de battre le rassemblement. Les grenadiers arrivent peu après, et une fois l'ordre rétabli dans l'infanterie légère, sont autorisés à tirer une volée en signe de victoire, après quoi la colonne est réformée et marche vers Concord.

### Concord
Les miliciens de Concord et Lincoln, en réponse à l'alerte lancée, se rassemblent à Concord. Ils reçoivent des rapports sur des coups de feu à Lexington et hésitent sur la marche à suivre : attendre des renforts venus de villes voisines, rester et défendre la ville ou faire mouvement vers l'est et recevoir l'armée britannique sur un terrain plus favorable. Une colonne de miliciens décide d'aller à la rencontre des Britanniques en empruntant la route menant vers Lexington. Après deux kilomètres environ, les miliciens rencontrent la colonne de soldats. Comme les Britanniques sont environ 700 et la milice environ 250, ces derniers battent en retraite vers Concord, précédant les soldats d'une distance d'un peu moins de 500 mètres. La milice se retire finalement sur une crête surplombant la ville et entame une réflexion sur la suite des événements. Le colonel James Barrett décide, par précaution, de faire quitter la ville de Concord aux miliciens et de conduire les hommes à une colline au nord de la ville en passant sur le North Bridge, un pont de bois qui enjambe la rivière Concord. De là, ils peuvent continuer à surveiller les mouvements de Britanniques et le centre de la ville. Durant ce temps, les rangs de la milice continuent à croître, des minutemen en provenance de villes de l'Ouest se joignant à eux.

#### Recherche des entrepôts d'armes

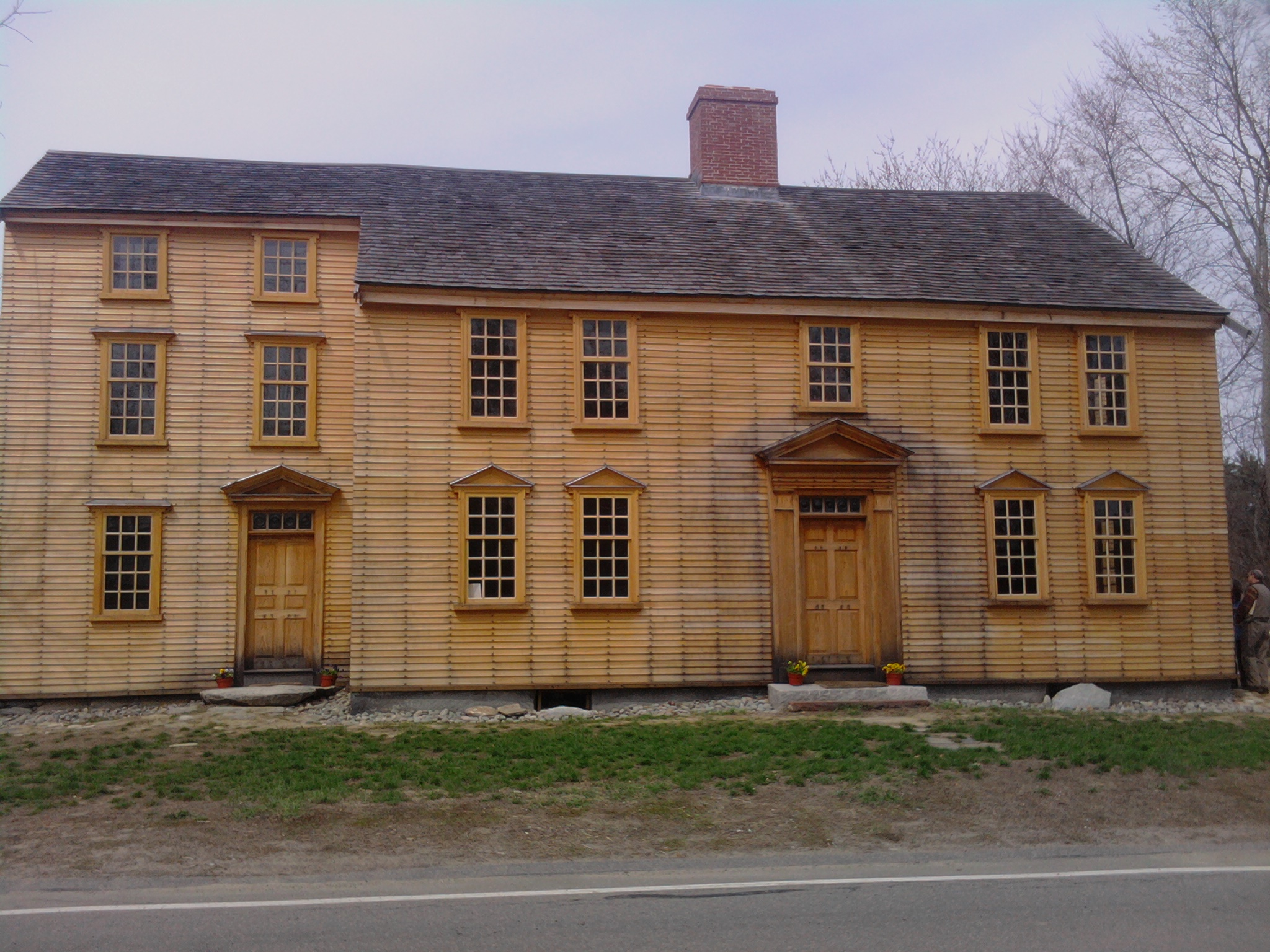
La ferme de Barrett à Concord

Lorsque les troupes britanniques arrivent dans le village de Concord, Smith les divise pour exécuter les ordres reçus de Thomas Gage. La compagnie de grenadiers du 10e régiment sécurise le South Bridge sous le commandement du capitaine Mundy Pole, tandis que sept compagnies d'infanterie légère — soit un effectif d'environ 100 hommes — menées par le capitaine Parsons s'occupent du North Bridge, près des miliciens de Barrett. Le capitaine Parsons prend ensuite quatre compagnies du 5e, 23e, 38e et 52e régiments pour continuer la route au-delà du pont sur quelques kilomètres à la recherche de la ferme de Barrett, où des renseignements indiquaient que des entrepôts d'armes s'y trouvaient. Deux compagnies du 4e et 10e régiments stationnent pour protéger la route en prévision de leur retour et une compagnie du 43e régiment se place pour garder le pont lui-même. Les soldats de ces compagnies, lesquelles sont sous le commandement du capitaine relativement inexpérimenté Walter Laurie, savent qu'ils sont significativement moins nombreux que les miliciens (plus de 400 hommes) qui se trouvent à seulement quelques centaines de mètres plus loin. Le capitaine Laurie envoie un messager à Smith pour demander des renforts.
En utilisant les informations détaillées fournies par des espions loyalistes, les compagnies de grenadiers fouillent la ville de Concord en quête des armes. Quand elles arrivent à la taverne d'Ephraim Jones (en), sur la route du South Bridge, elles trouvent la porte barricadée avec le propriétaire qui leur refuse l'entrée. Selon les rapports fournis par les loyalistes locaux, Pitcairn sait qu'un canon est enterré sur cette propriété. Jones est forcé de montrer où l'arme est enterrée. Il s'avère alors qu'il y a trois pièces d'artillerie imposantes, lesquelles tirent des boulets de 24 livres, soit beaucoup trop pour une utilité défensive mais très efficace contre les fortifications, avec une portée suffisante pour bombarder la ville de Boston par-delà sa baie. Les grenadiers brisent les tourillons de ces trois canons pour rendre difficile leur utilisation. Ils brûlent également des affûts trouvés dans la salle de réunion de la ville, mais l'incendie se propage à la salle elle-même, et une habitante, Martha Moulton, persuade les soldats de l'aider à faire une chaîne humaine pour apporter des seaux d'eau et sauver le bâtiment. Près d'une centaine de barils de farine et de nourriture sont jetés dans l'étang proche, ainsi que 550 livres de balles de fusils. Seuls les dommages faits aux canons sont significatifs, puisque toutes les balles et une bonne partie de la nourriture sont récupérées après le départ des Britanniques. Lors de cette opération, les soldats britanniques sont généralement bienveillants dans leur traitement de la population locale, en payant par exemple pour la nourriture et la boisson consommée. Cette politesse excessive est mise à profit par les habitants, qui réussissent à détourner les recherches de plusieurs petites caches de la milice.
La ferme de Barrett était plusieurs semaines auparavant un arsenal au service des miliciens, mais peu d'armes y sont encore entreposées. Celles-ci sont d'ailleurs, selon la légende familiale, rapidement enterrées dans des sillons pour simuler un semis récent. Les troupes envoyées ne trouvent aucun stock d'armes.

#### North Bridge

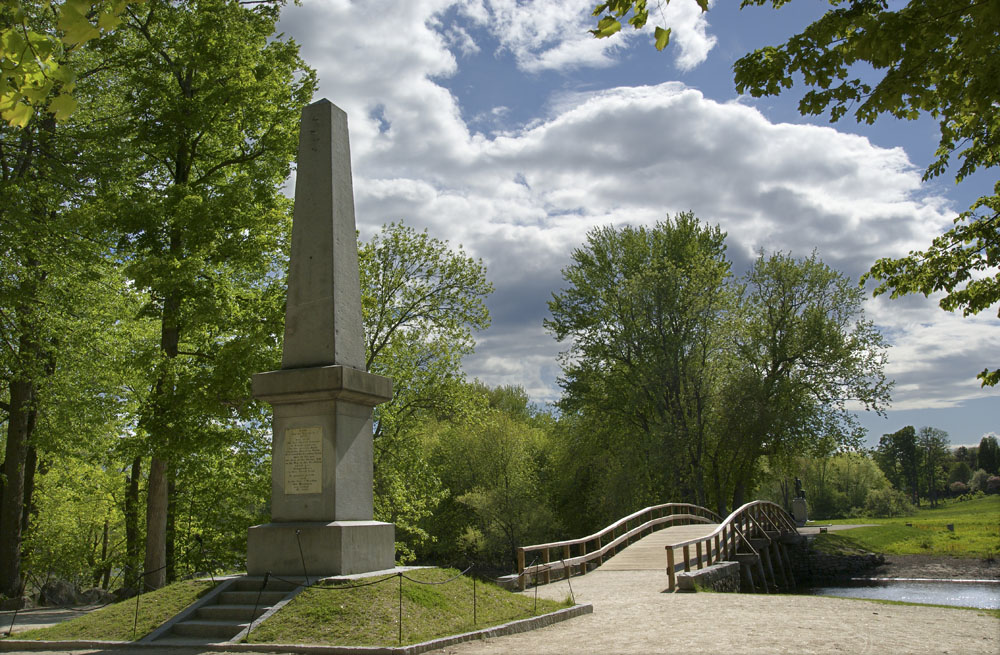
Réplique du North Bridge de Concord avec un obélisque commémoratif au premier plan et la statue du Minute Man de Daniel Chester French après le pont. Sur ces deux monuments figure un verset du poème Concord Hymn de Ralph Waldo Emerson.

Les troupes du colonel Barrett, en voyant de la fumée s'élever de la place du village et observant qu'il y a seulement quelques compagnies en contrebas, décident de marcher en direction de la ville à partir de leur point de vue en hauteur sur Punkatasset Hill pour une colline moins élevée à moins de 300 mètres du North Bridge. Comme les miliciens avancent, les deux compagnies britanniques du 4e et 10e régiments qui occupent la route se retirent sur le pont et abandonnent la colline aux hommes de Barrett.
Cinq compagnies complètes de minutemen et cinq autres de la milice d'Acton, Concord, Bedford et Lincoln occupent la colline alors que de plus en plus d'hommes affluent. Au moins 400 hommes du colonel Barrett font face aux compagnies d'infanterie légère du capitaine Laurie, soit un peu plus de 90 hommes. Barrett ordonne à ses hommes de former une longue ligne de deux rangs sur la route qui va vers le pont, puis il appelle à une nouvelle consultation des officiers. Regardant vers le pont depuis la colline, Barrett, le lieutenant-colonel John Robinson de Westford et les autres capitaines discutent des actions possibles. Le capitaine Isaac Davis d'Acton, dont les troupes arrivent en retard, fait part de sa volonté de défendre la ville en déclarant : « Je n'ai pas peur d'y aller, et je n'ai pas un de mes hommes qui a peur d'y aller ».
Barrett dit aux hommes de charger leurs armes, mais de ne pas tirer à moins d'être la cible de tirs, puis il ordonne d'avancer. Laurie ordonne en retour aux compagnies britanniques qui gardent le pont de se replier. Un officier britannique tente ensuite de tirer sur les planches en mauvais état du pont pour entraver l'avancée coloniale, mais le major Buttrick ordonne aux soldats de cesser de l'endommager. Les minutemen et les miliciens avancent en colonne vers l'infanterie légère gardant la route, bloquée par les eaux de la crue printanière de la rivière Concord.
Le capitaine Laurie prend alors une mauvaise décision tactique car, voyant son appel à l'aide ne pas donner de suite, il ordonne à ses hommes de se mettre en position de tir, dans l'axe du pont. Cette formation est appropriée pour maximiser la puissance de feu dans un axe étroit, tel une ruelle entre les bâtiments d'une ville, mais pas pour un chemin ouvert derrière un pont. Le lieutenant Sutherland, qui est à l'arrière de la formation, voit l'erreur de Laurie et ordonne un replacement des soldats. Mais, comme c'est une compagnie différente de celle sous son commandement, seuls trois soldats lui obéissent. Le reste essayant tant bien que mal dans la confusion ambiante de suivre les ordres de l'officier supérieur.

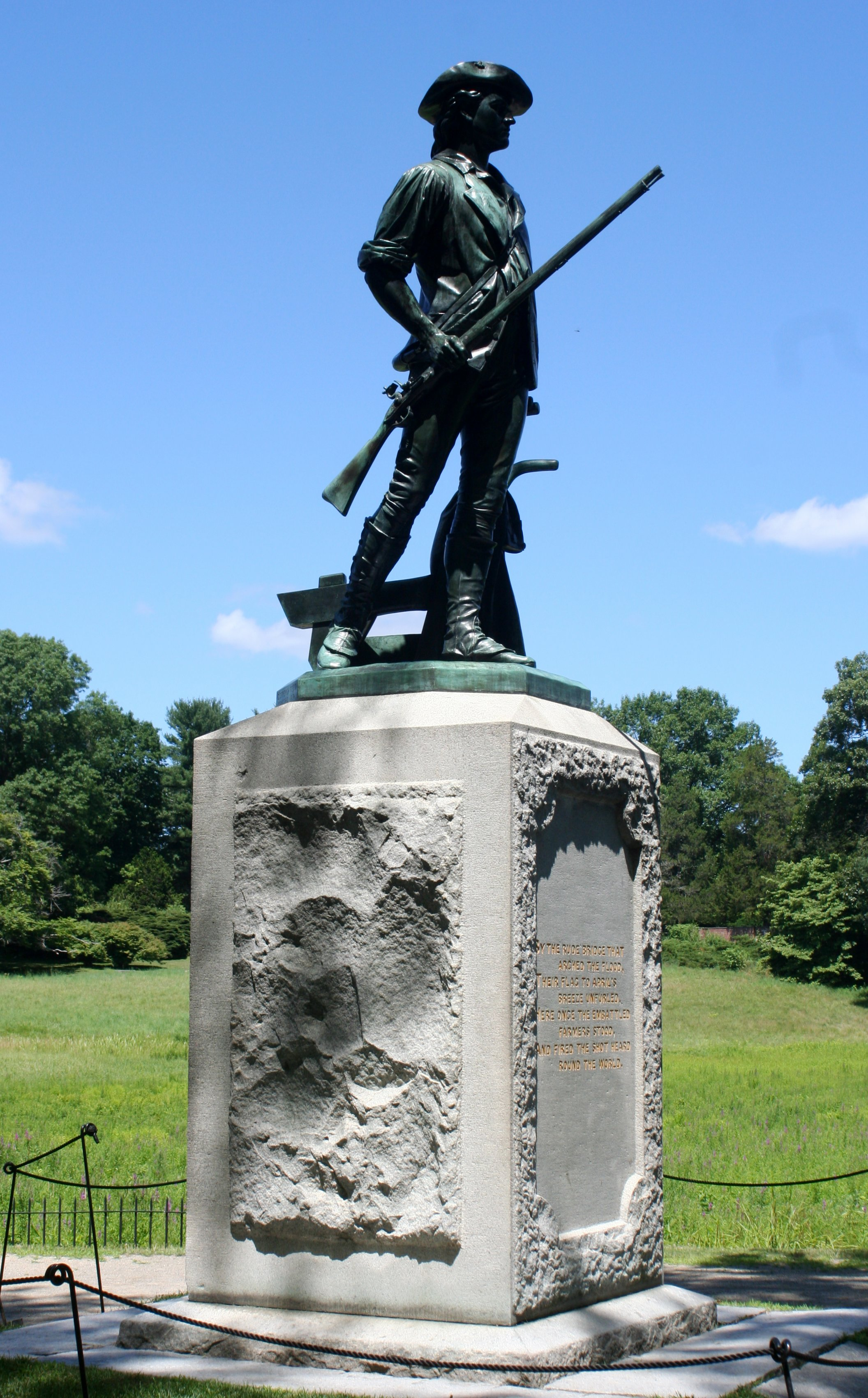
Le Minute Man de Daniel Chester French. Cette statue représente le capitaine Isaac Davis, l'un des premiers tués à Concord et le premier officier américain mort au combat dans la Révolution américaine. Cette statue est l'un des symboles de la Garde nationale des États-Unis et est présente sur le revers du State Quarter du Massachusetts.

Un coup de feu retentit alors. Cette fois, les dépositions faites par des hommes des deux camps — dont Laurie — apporte la certitude que le tir provient des rangs de l'armée, probablement sous la forme d'un coup de semonce tiré par un soldat paniqué et épuisé du 43e régiment. Deux autres soldats tirent alors immédiatement après, les balles tombant dans la rivière, puis les premières lignes britanniques, pensant peut-être que l'ordre de tirer est donné, tirent à leur tour une volée avant que Laurie ne puisse les arrêter.
Deux des minutemen d'Acton, Abner Hosmer et le capitaine Isaac Davis, qui sont à la tête de la ligne marchant sur le pont, sont touchés et tués sur le coup. Quatre autres hommes sont blessés, mais la milice s'interrompt seulement lorsque le major Buttrick ordonne de répondre aux tirs par « Feu, pour l'amour de Dieu, compagnons d'armes, feu ! » (« Fire, for God's sake, fellow soldiers, fire! »),. À ce stade, les lignes adverses sont séparées par la rivière Concord et le pont, se faisant face à moins de 50 mètres de distance. Les miliciens des premières lignes réussissent à tirer par-dessus la tête et les épaules de ceux les précédant, tandis que les soldats britanniques se massent sur le pont. Quatre des huit officiers et sergents britanniques, qui mènent leurs troupes à l'avant de celles-ci, sont blessés par la salve de tirs. Au moins trois soldats (Thomas Smith, Patrick Gray et James Hall, tous du 4e régiment) sont tués ou mortellement blessés et neuf sont blessés.
Les soldats se retrouvent alors piégés dans une situation où ils sont à la fois dépassés numériquement et en mauvaise posture tactique. Faute d'un commandement efficace, effrayés par le nombre d'ennemis, démotivés et probablement peu expérimentés, les soldats britanniques abandonnent leurs blessés et fuient vers les compagnies de grenadiers approchant en provenance du centre-ville. Ceci, isolant de fait le capitaine Parsons et les compagnies alors à la recherche d'armes à la ferme de Barrett.

#### Après la bataille
Les colons sont stupéfaits par leur succès. Personne, de chaque côté, n'avait réellement cru que des tirs seraient mortels. Certains miliciens s'avancent, beaucoup plus se retirent et certains vont même chez eux pour voir si leurs foyers et leurs familles sont en sécurité. Le colonel Barrett reprend alors le contrôle de la situation et déplace une partie de la milice sur la colline et envoie le major Buttrick avec d'autres hommes par-delà le pont pour prendre une position défensive sur une butte derrière un mur de pierre.
Le lieutenant-colonel Smith a entendu l'échange de tirs depuis sa position dans la ville rapidement après avoir reçu la demande de renforts de Laurie. Il rassemble rapidement deux compagnies de grenadiers pour les conduire vers le pont. Lors de ce déplacement, les grenadiers rencontrent les survivants de trois compagnies d'infanterie légère courant vers eux. Smith est préoccupé par les quatre compagnies qui sont alors à la ferme de Barrett, puisque leur route vers la ville n'est désormais plus sécurisée. Quand il voit les minutemen cachés derrière le mur, il arrête ses deux compagnies et s'avance avec ses officiers pour évaluer la situation d'un peu plus près. Un des minutemen présent derrière ce mur observa plus tard : « Si nous avions tiré, je crois que nous aurions pu tuer presque tous les officiers qu'il y avait […], mais nous n'avions pas l'ordre de faire feu et il n'y eut [donc pas un tir] ». Lors de la confrontation tendue d'une dizaine de minutes, un habitant nommé Elias Brown, handicapé mental, erre à travers les deux camps pour vendre du cidre.
Par la suite, le détachement de soldats envoyés à la ferme de Barrett revient de leur infructueuse recherche. Ces soldats traversent le champ de bataille désormais essentiellement désert et voient les morts et les blessés gisant sur le pont. L'un de ces derniers semble avoir été scalpé, ce qui choque les soldats. Ils continuent après le pont et retournent à la ville avant 11 h 30 sous les yeux des colons, qui continuent à tenir leurs positions défensives. Les soldats continuent ensuite à chercher et détruire les stocks militaires des colons dans la ville, déjeunent, puis reprennent leur marche pour quitter Concord dans l'après-midi. Ce départ tardif permet aux miliciens des villes éloignées de prendre position sur le chemin de retour de la troupe vers Boston.

### Retour des Britanniques à Boston

Carte des itinéraires de la retraite de l'expédition britannique et des forces Patriots le 19 avril 1775 :
Armée britannique.
Miliciens du Massachusetts.

#### De Concord à Lexington

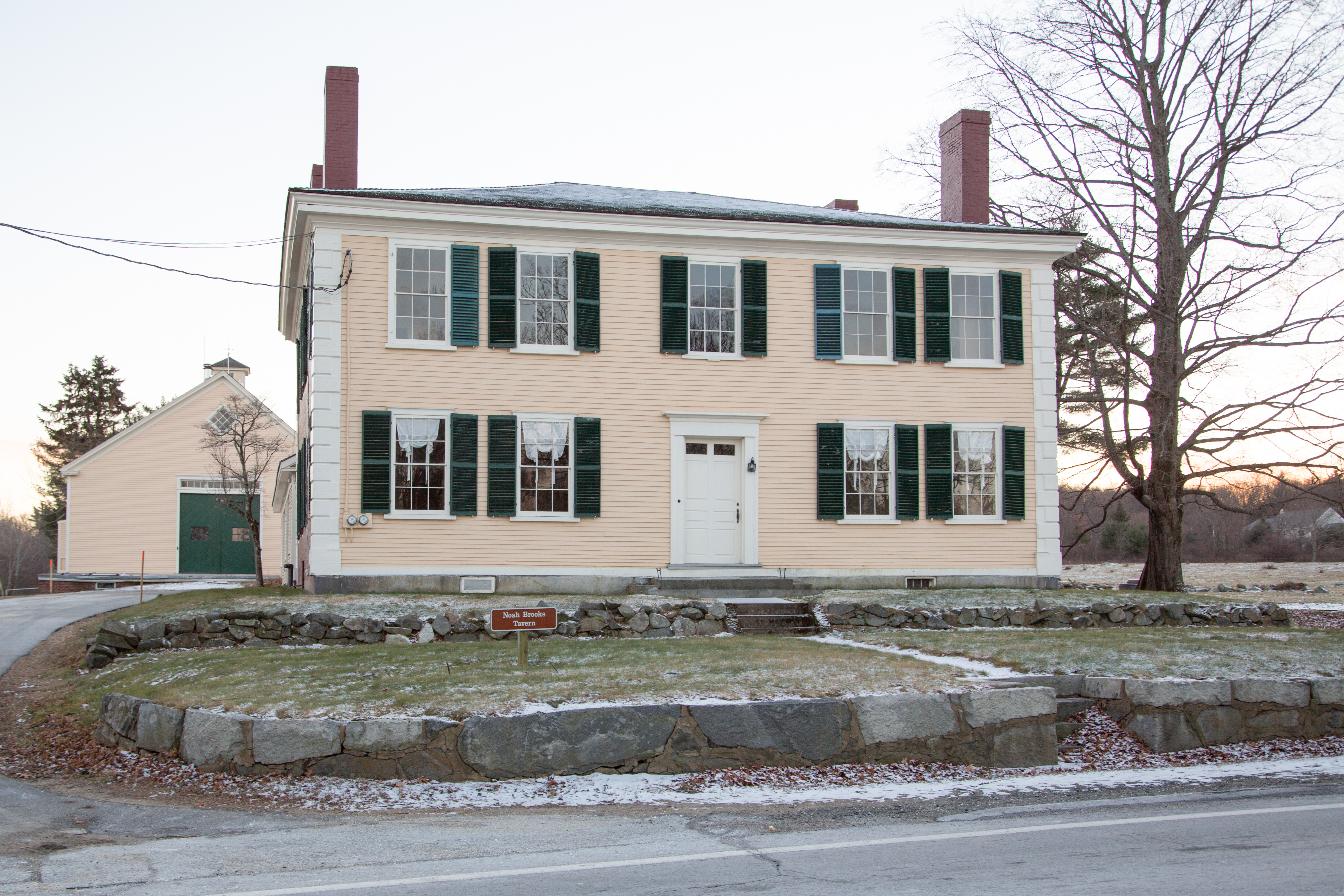
La taverne de Noah Brooks.

Le lieutenant-colonel Smith, préoccupé par la sécurité de ses hommes, envoie des hommes suivre une crête et prendre d'éventuels ennemis par le flanc afin de protéger ses forces des quelque 1 000 colons qui traversent alors un champ en se rendant vers l'est de Concord. Cette crête se termine près de Meriam's Corner, un carrefour et un petit pont à moins de deux kilomètres à l'extérieur de Concord. Pour traverser le pont étroit, la colonne de l'armée s'arrête, reforme sa ligne, et se place en rang de trois soldats. Les compagnies de miliciens qui arrivent du Nord et de l'Est avaient convergé vers ce lieu et se sont retrouvées avec un avantage numérique décisif sur les soldats. Lorsque le dernier homme de la colonne s'est engagé sur le pont, les colons de la milice de Reading font feu et les soldats répondent par une volée, engageant une riposte en retour. Deux soldats sont tués et il y a vraisemblablement six blessés, sans victimes chez les miliciens. Smith envoie des hommes à nouveau prendre son flanc après avoir traversé le pont.
Près de 500 miliciens de Chelmsford s'étaient rassemblés dans les bois sur Brooks Hill à environ un kilomètre et demi après Meriam's Corner. Les forces de Smith donnent l'assaut de la colline pour les chasser, mais les colons ne se retirent pas et infligent des pertes importantes aux assaillants. La majeure partie de la force de Smith continue le long de la route jusqu'à ce qu'elle atteigne la taverne de Noah Brooks, où elle combat une seule compagnie de miliciens venant de Framingham, tuant et blessant plusieurs d'entre eux. Smith retire ensuite ses hommes de Brooks Hill et continue sur un autre pont à Lincoln.
Les soldats atteignent un point de la route où il y a une montée et une courbe à travers une zone boisée. À cet endroit, connu depuis sous le nom Bloody Angle (« Angle sanglant »), 200 hommes, provenant pour la plupart des villes de Bedford et Lincoln, s'étaient positionnés derrière les arbres et les murs dans un pâturage rocailleux et arboré en prévision d'une embuscade. Des miliciens supplémentaires rejoignent ce lieu depuis l'autre côté de la route, jetant les Britanniques dans un échange de tirs croisés, avec en plus la milice de Concord avançant derrière eux pour les attaquer. Trente soldats et quatre miliciens sont tués. Les soldats restants ne devant leur survie qu'à leur vitesse de déplacement supérieure que les colons n'ont pas pu suivre à cause du terrain. Les miliciens sur la route qui suivent les soldats sont trop nombreux et désorganisés pour monter une attaque franche.

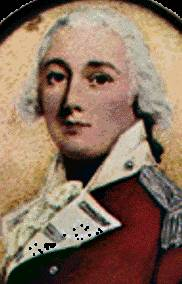
Portrait du major John Pitcairn.

À ce moment-là, les miliciens sont renforcés par ceux des villes de l'Ouest et leur nombre passe à environ 2 000 hommes. Smith envoie de nouveau des hommes en avant prendre son flanc. Lorsque trois compagnies de miliciens tendent une embuscade aux premières lignes de sa principale colonne près de la ferme d'Ephraim Hartwell ou, plus probablement, de la ferme de Joseph Mason, les soldats envoyés sur le flanc les prennent au piège par derrière. Ces hommes prennent également au piège la milice de Bedford après une embuscade réussie entre Lincoln et Lexington, mais les pertes britanniques augmentent à mesure de ces engagements persistants, de plus, les Britanniques, épuisés, sont à court de munitions.
Du côté de la frontière de Lexington, d'après une source unique, le capitaine Parker se poste sur une colline avec ses hommes de Lexington, certains d'entre eux portant des bandages à la suite de la bataille de Lexington plus tôt dans la journée. Ces hommes ne commencent pas leur embuscade jusqu'à ce que le colonel Smith lui-même soit en vue. Smith est blessé à la cuisse sur le chemin du retour vers Lexington et toute la colonne britannique s'arrête dans cette embuscade maintenant connue comme la Parker's Revenge (« La vengeance de Parker »). Le major Pitcairn envoie des compagnies d'infanterie légère en haut de la colline proche pour sécuriser la zone.
L'infanterie légère prend le contrôle de deux collines supplémentaires, The Bluff et Fiske Hill, et subit des pertes à la suite d'embuscades. Pitcairn tombe de son cheval blessé par des tirs. Désormais, les deux principaux officiers britanniques de l'expédition sont blessés ou désarçonnés et leurs hommes sont fatigués et assoiffés. Quelques soldats se rendent et d'autres quittent la formation. Leur reddition désorganisée se transforme en déroute. Concord Hill est encore sur la route avant le centre de Lexington et quelques officiers menacèrent prétendument leurs propres hommes avec leurs épées pour remettre de l'ordre. Seul un officier britannique est resté indemne dans les trois principales compagnies. Il envisage alors de négocier la reddition de ses hommes quand il entend au loin une brigade complète d'environ 1 000 hommes avec de l'artillerie sous le commandement de Hugh Percy qui arrive à leur secours. Il est alors environ 14 h 30.
Au cours de cette partie de la marche retour, les colons se sont battus autant que possible dans les grandes formations organisées au moins huit fois, notamment à courte portée. Ceci est contraire au mythe largement répandu d'individus isolés tirant avec des fusils à longue portée derrière des murs et des clôtures. Ces tactiques à longue portée, minoritaires, se sont révélées utiles plus tard dans la guerre. Aucun milicien à Lexington ou Concord n'a en fait, y compris à la bataille de Bunker Hill qui suivra, un fusil selon les documents historiques.

#### Renforts de Percy
Thomas Gage avait laissé l'ordre de réunir des renforts à Boston pour 4 heures du matin, mais dans son obsession du secret il avait envoyé une seule copie de cet ordre à l'adjudant de la 1re brigade, dont le serviteur a oublié l'enveloppe sur une table. À environ 5 heures, la demande de renforts de Smith est finalement reçue et la 1re brigade réunit les compagnies d'infanterie (la 4e, 23e et 47e) et un bataillon de Marines. Malheureusement, une fois de plus, une seule copie des ordres est envoyée à chaque commandant et l'ordre à destination des Marines est remis au bureau du major Pitcairn, lequel est à Lexington à ce moment-là. Après ces retards, la brigade de Percy, forte de près d'un millier d'hommes, quitte Boston à environ 8 h 45. Ses troupes se dirigent vers Lexington et, en chemin, défilent sur l'air de Yankee Doodle pour narguer les habitants de la région,.
Percy prend la route de terre à travers le Boston Neck et continue vers Cambridge en passant par le pont franchissant la rivière Charles. Certains colons avaient dépouillé ce pont de son bordage afin de retarder le passage des Britanniques. Les soldats rencontrent un tuteur au Harvard College et lui demandent le chemin de Lexington. L'homme, apparemment distrait ou inconscient de ce qui se passe, montre le chemin correct sans réfléchir. Les troupes de Percy arrivent à Lexington à environ 14 heures. Ils entendent des coups de feu au loin et installent leurs canons et leurs lignes sur les hauteurs avec une vue imprenable sur la ville. Les hommes du colonel Smith rejoignent ceux de Percy en courant, avec les miliciens en formation serrée à leur poursuite. Percy ordonne à son artillerie d'ouvrir le feu à la limite de la portée et de disperser les miliciens coloniaux. Les hommes de Smith s'effondrent alors de fatigue une fois qu'ils atteignent la sécurité des lignes de Percy.
Contre l'avis de son officier artilleur, Percy avait quitté Boston sans munitions supplémentaires pour ses hommes et avec seulement deux pièces d'artillerie, pensant que les chariots de transport le ralentiraient. Chaque homme dans la brigade de Percy n'a donc que 36 balles et chaque pièce d'artillerie ne dispose que de quelques boulets stockés dans des conteneurs latéraux,. Après le départ de Percy, Gage réalise ce manque et envoie deux chariots de munitions gardés par un officier et treize hommes pour les rejoindre. Ce convoi est intercepté par un petit groupe de miliciens composé d'hommes ayant plus de soixante ans. Trop âgés, ils n'ont pu se joindre à leurs compagnies de miliciens. Ces hommes réalisent une embuscade et exigent la reddition des chariots. Les soldats ignorant ces demandes, les miliciens ouvrent le feu, tuant les chevaux, deux sergents et blessant l'officier. Les survivants fuient et six d'entre eux jettent leurs armes dans un étang afin qu'elles ne puissent être récupérées par l'ennemi, avant de se rendre.

Série de gravures par Amos Doolittle (1775)
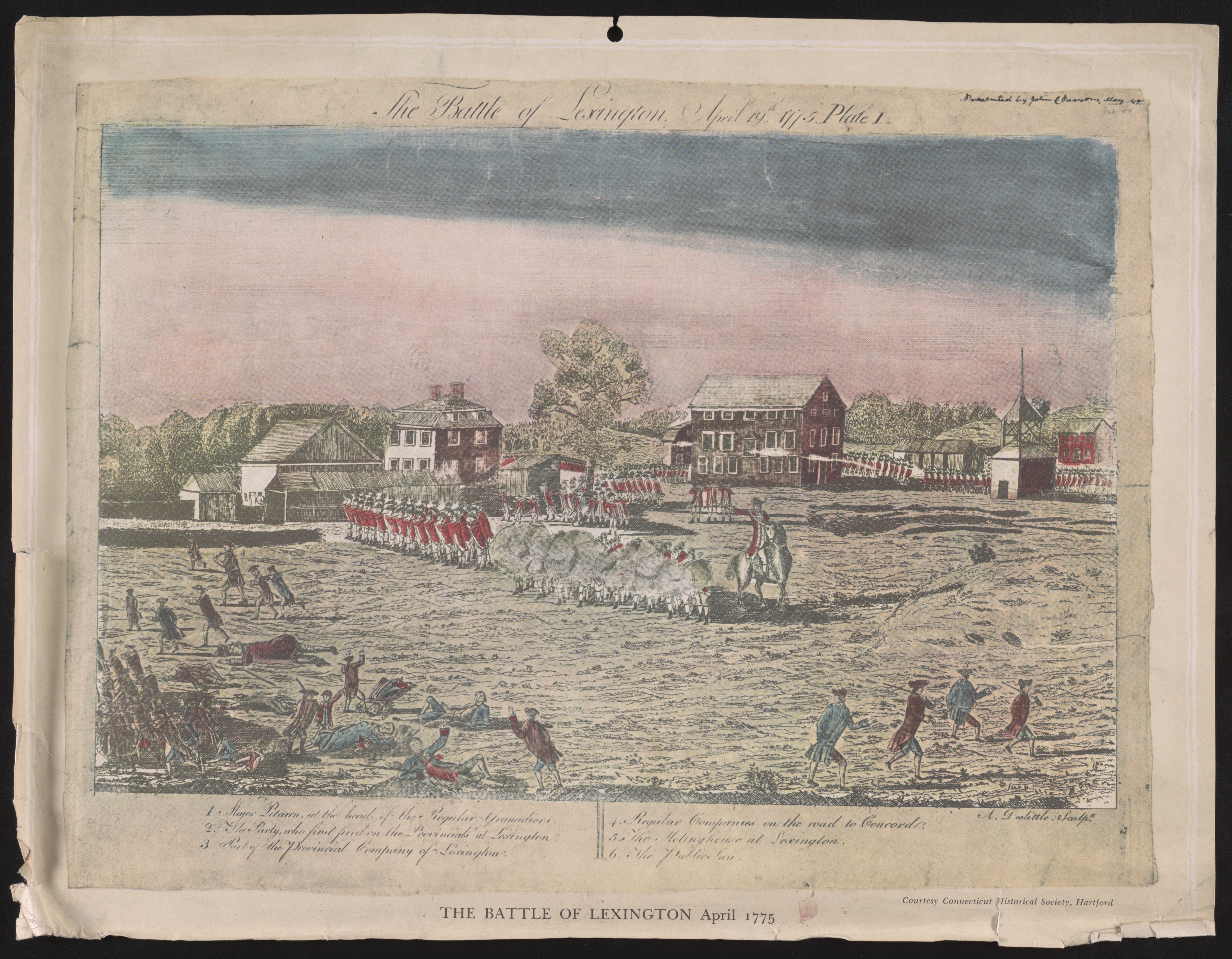
Bataille de Lexington.
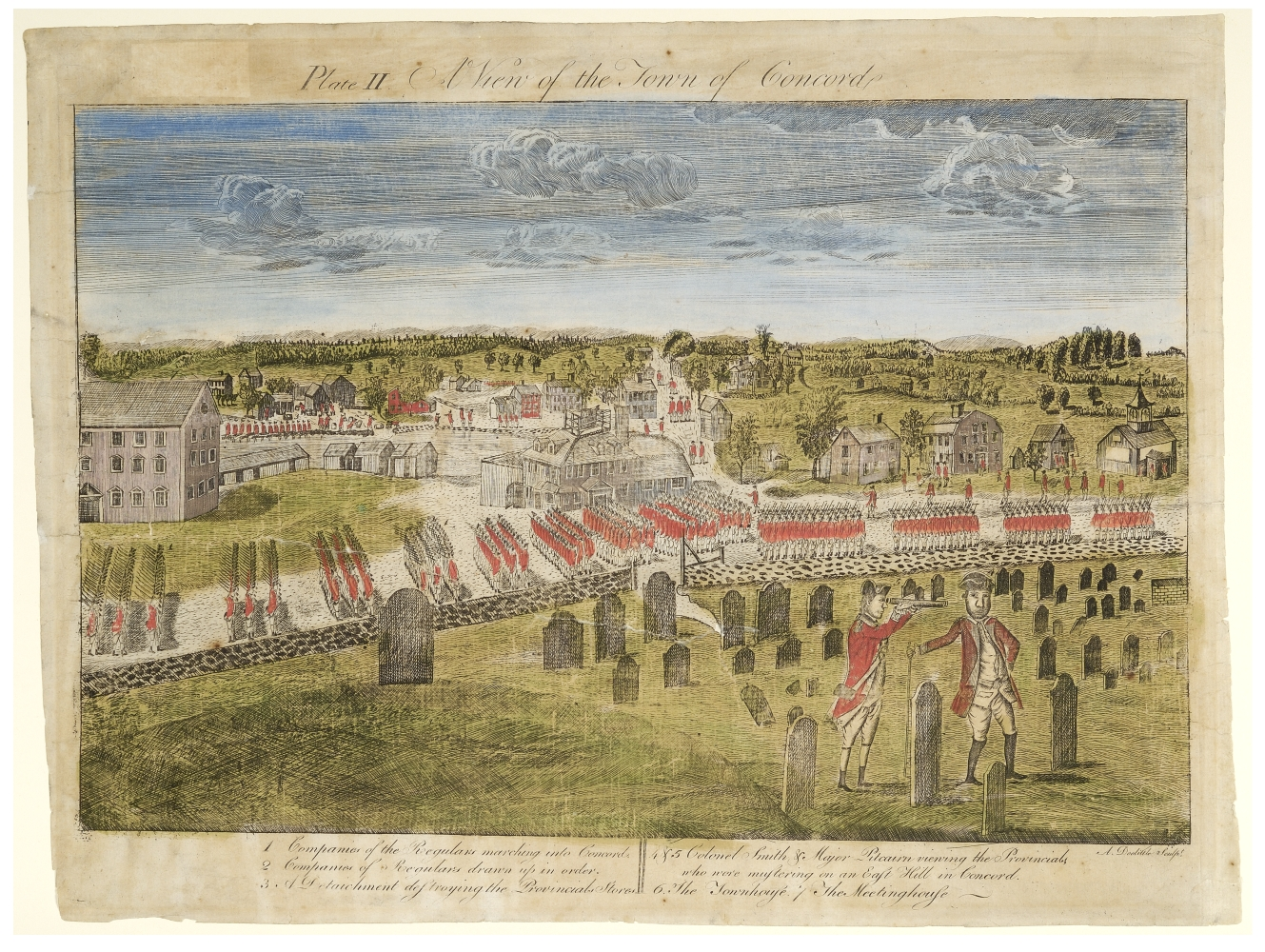
Les Britanniques entrant dans Concord.
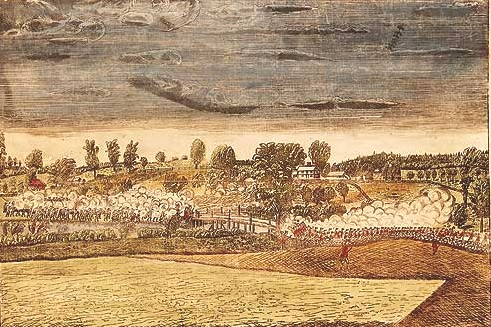
L'échange de tirs sur le North Bridge.
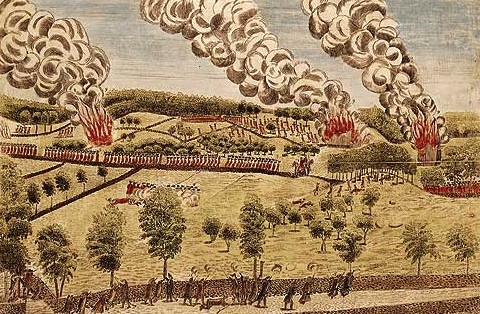
Percy au secours des soldats rentrant sur Boston.

#### De Lexington à Menotomy
Percy prend le commandement des forces britanniques, soit environ 1 700 soldats, et permet aux hommes de se reposer, de manger, de boire et de recevoir les premiers soins à son quartier-général de campagne, la taverne Munroe, avant de reprendre la marche retour. Ils partent de Lexington à environ 15 h 30 en adoptant une formation avec une défense notable sur les côtés et l'arrière de la colonne. Les soldats blessés montent sur les pièces d'artillerie et sont contraints de descendre lorsqu'ils sont attaqués. Les hommes de Percy sont souvent attaqués, mais ils ont l'avantage tactique d'être plus mobiles en déplaçant plus aisément les soldats de l'intérieur de la colonne vers le côté en danger. Percy décale ses unités plus facilement en fonction de la configuration de l'attaque, tandis que la milice coloniale doit se déplacer à l'extérieur de sa propre formation. Percy place les hommes de Smith au milieu de la colonne, tandis que les compagnies du 23e régiment constituent l'arrière-garde de la colonne. Grâce aux informations fournies par Smith et Pitcairn sur la façon dont les Américains attaquent, Percy ordonne à l'arrière-garde de tourner régulièrement pour permettre à certains de ses soldats de se reposer brièvement. Des hommes responsables des flancs sont envoyés des deux côtés de la route et les Marines occupent l'avant-garde pour dégager la route.

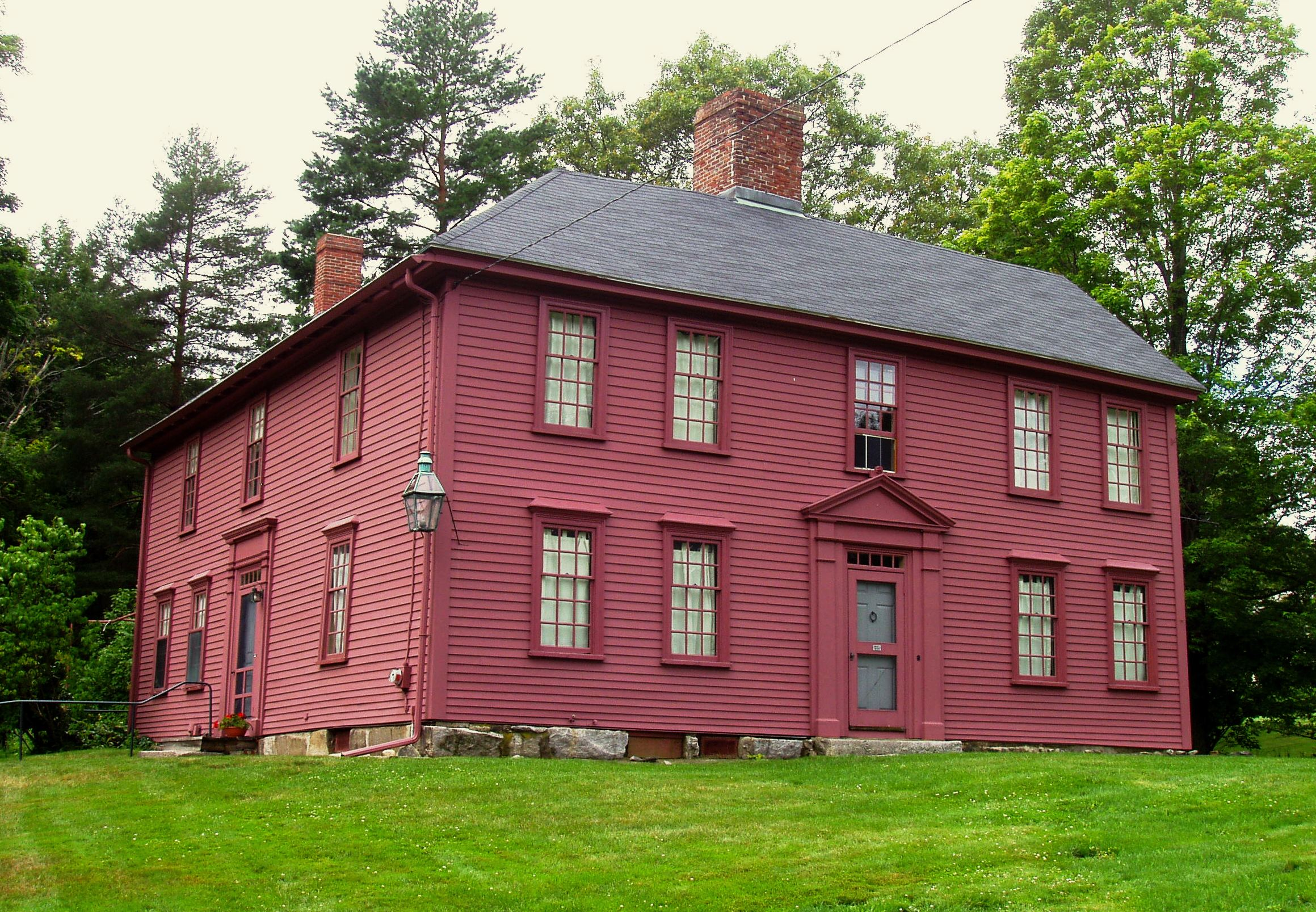
La taverne Munroe devient pour quelques heures le quartier-général de campagne de Percy. Le bâtiment est désormais un musée.

Pendant la courte trêve à Lexington, le brigadier général William Heath arrive et prend le commandement de la milice. Plus tôt dans la journée, il s'était rendu à Watertown pour discuter de la tactique à adopter avec Joseph Warren, qui avait quitté Boston ce matin-là, et d'autres membres du Comité de sécurité du Massachusetts. Heath et Warren réagissent à l'artillerie et aux hommes sur les flancs en ordonnant aux miliciens d'éviter les formations serrées qui attirent les tirs de canon. Ils encerclent la colonne de Percy avec des tirailleurs en gardant leur distance et en infligeant un maximum de pertes tout en prenant un minimum de risques.
Quelques miliciens à cheval se postent sur la route, descendent de leur monture pour tirer sur les soldats qui approchent, puis remontent au galop pour prendre une nouvelle position et répètent cette tactique. Les miliciens à pied tirent souvent de loin dans l'espoir de toucher quelqu'un dans la colonne principale de soldats car les deux camps utilisent des fusils avec une portée efficace de moins de 50 mètres. Les unités d'infanterie exercent également une pression sur les côtés de la colonne britannique et quand elles se retrouvent hors de portée, ces unités se déplacent avant de réengager la colonne plus loin sur la route. Heath envoie des messagers pour intercepter les unités de miliciens qui arrivent afin de les réorienter vers des endroits les plus appropriés le long de la route. Certaines villes envoient des chariots d'approvisionnement et de munitions pour aider les combattants à se restaurer et se réarmer. Heath et Warren mènent eux-mêmes des tirailleurs dans de petites actions lors de la bataille, mais c'est la présence d'un commandement efficace qui a probablement eu le plus grand impact sur le succès de ces tactiques. Percy écrira plus tard sur les tactiques des colons : « Les rebelles nous ont attaqués de manière irrégulière en étant très dispersés mais avec de la persévérance et de la résolution […] [ils n'ont jamais osé se mettre dans une formation régulière]. En effet, ils savaient très bien ce qui était [le plus efficace]. Quiconque les regarde comme une foule désordonnée, se trompe fortement ».
Le combat devient plus intense lorsque les forces de Percy vont de Lexington à Menotomy. Des miliciens frais tirent des coups de feu sur les rangs britanniques à distance et les propriétaires commencent à faire feu depuis leurs propres propriétés. Certaines maisons sont également utilisées comme positions pour des tireurs d'élite, transformant la situation en un cauchemar pour les soldats britanniques : le combat de maison en maison. Jason Russell se regroupe avec ses amis pour défendre sa maison en déclarant « la maison d'un Anglais est son château ». Il est tué devant sa porte. Ses amis, selon la source, se sont cachés dans la cave ou sont morts dans la maison à cause des balles et des baïonnettes des soldats qui les ont suivis dans la demeure. La maison Jason Russell existe toujours et des trous de balle de ce combat y sont encore visibles. Une unité de miliciens qui tente une embuscade dans le verger de Russell est capturée par les Britanniques et onze hommes sont tués, dont certains apparemment même après s'être rendus.

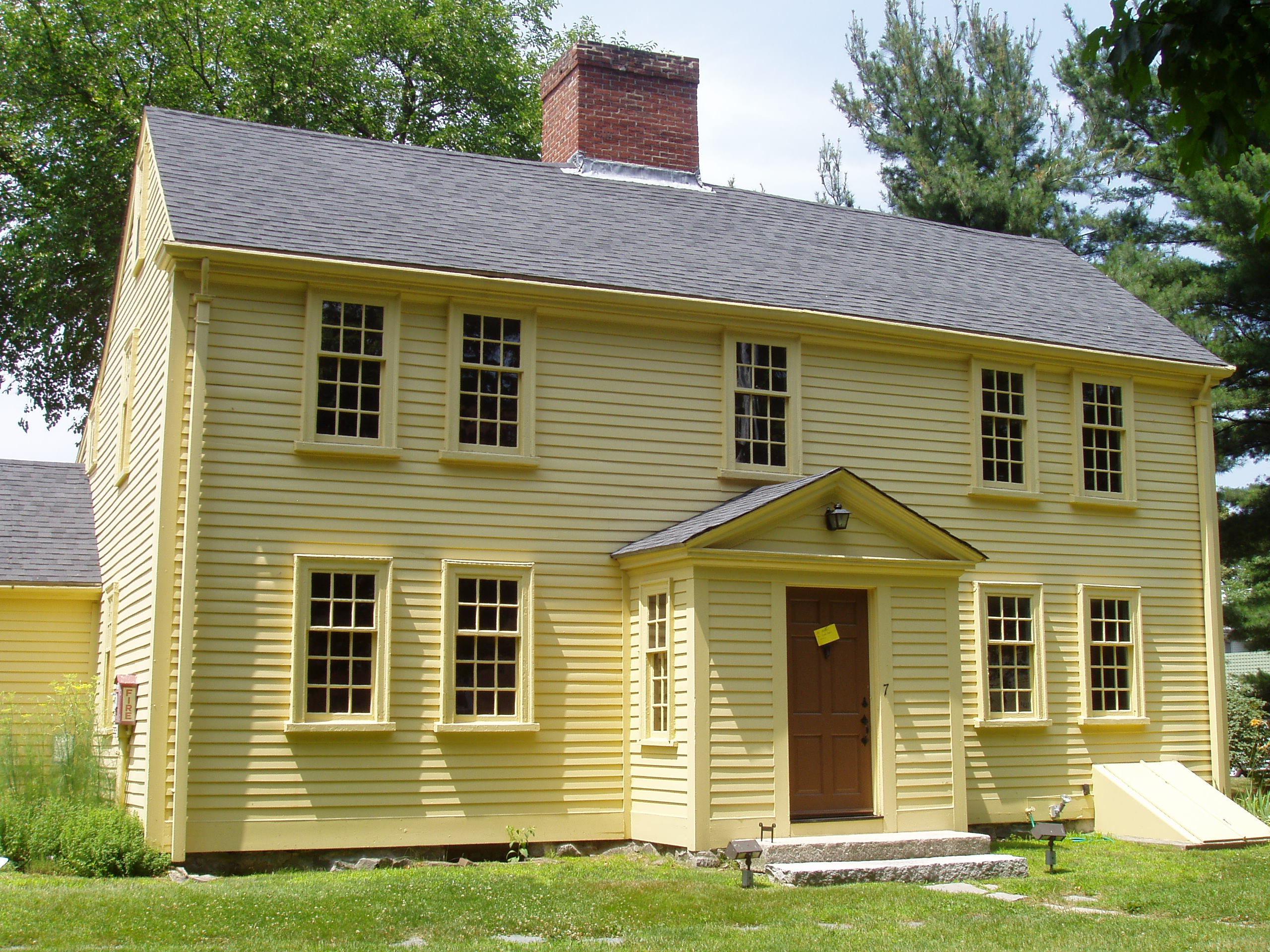
La maison Jason Russell à Arlington, anciennement Menotomy. Cette demeure porte encore des traces des combats comme des impacts de balles dans l'escalier.

Percy perd le contrôle de ses hommes et les soldats britanniques commencent à commettre des atrocités pour se venger du scalp supposé au North Bridge et de leurs pertes dues à un ennemi lointain et souvent invisible. D'après Pitcairn et d'autres officiers blessés, Percy apprend que les minutemen utilisent pour tirer sur la colonne de soldats des murs en pierre, des arbres et des bâtiments dans les villes — plus densément peuplée — près de Boston. Il ordonne à certains hommes de continuer de protéger ses flancs pour neutraliser les miliciens de ces endroits. Beaucoup d'officiers subalternes de ces derniers soldats ont de la difficulté à arrêter leurs hommes enragés et épuisés de tuer tous ceux qu'ils trouvent à l'intérieur de ces bâtiments. Par exemple, deux ivrognes innocents qui avaient refusé de se cacher dans le sous-sol d'une taverne de Menotomy sont tués uniquement parce qu'ils sont soupçonnés d'être impliqués dans les événements de la journée. Bien que la plupart des témoignages de pillage et d'incendies aient été exagérés plus tard par les colons à des fins de propagande (et pour obtenir une compensation financière du gouvernement colonial), il est certainement vrai que les tavernes le long de la route sont saccagées et les bouteilles d'alcool volées par les soldats, qui dans certains cas en sont même devenus ivres. La quête d'une église est volée, puis retrouvée plus tard à Boston. L'habitant de Menotomy Samuel Whittemore, pourtant âgé, tue trois soldats avant qu'il soit attaqué par un contingent britannique et laissé pour mort. Finalement, beaucoup plus de sang est versé à Menotomy et Cambridge qu'ailleurs ce jour-là. Les colons comptent dans leurs rangs vingt-cinq hommes tués et neuf autres blessés, tandis que les Britanniques dénombrent quarante tués et quatre-vingts blessés. Le 47e régiment d'infanterie et les Marines subissent les plus lourdes pertes, comptant en effet dans leurs rangs quasiment la moitié des morts de la journée chacun.

#### De Menotomy à Charlestown
Les troupes britanniques traversent la rivière Menotomy (aujourd'hui connue sous le nom d'Alewife Brook) pour Cambridge et la lutte s'intensifie. Des miliciens frais arrivent en formation moins dispersée et Percy utilise ses deux pièces d'artillerie et ses ailiers à un carrefour routier appelé Watson's Corner pour infliger de lourdes pertes.
Plus tôt dans la journée, Heath avait ordonné le démantèlement du pont de Cambridge. La brigade de Percy est sur le point d'aborder le pont détruit et sa rive remplie de miliciens, lorsque Percy dirige ses troupes sur une piste étroite (maintenant connue comme la Beech Street, près de l'actuel quartier de Porter Square) et sur la route de Charlestown. Les miliciens, au nombre d'environ 4 000 ne sont pas préparés à ce changement et la prise en étau est alors rompue. Des Américains se déplacent pour prendre position sur Prospect Hill (dans l'actuelle ville de Somerville) qui domine la route, mais Percy disperse ces derniers grâce à ses dernières cartouches et à son canon.
Un grand nombre de miliciens arrivent de Salem et de Marblehead. Ils peuvent couper la route de Percy à Charlestown, mais ces hommes s'arrêtent sur la colline voisine de Winter Hill et permettent aux Britanniques de s'échapper. Certains accusent plus tard le commandant de cette troupe, le colonel Timothy Pickering, d'avoir permis aux troupes ennemies de passer dans l'espoir d'éviter la guerre en empêchant une défaite totale des Britanniques. Pickering prétend qu'il s'est arrêté sur ordre de Heath, ce que Heath dément. Il fait presque nuit quand les Marines de Pitcairn se défendent d'une attaque finale sur l'arrière de la colonne de Percy à l'entrée de Charlestown. Les soldats prennent alors des positions sur les collines de Charlestown. Certains d'entre eux n'avaient pas dormi depuis deux jours et avaient marché près de 64 kilomètres en 21 heures, dont huit sous le feu ennemi. Désormais protégés par les canons lourds du HMS Somerset, Gage envoie rapidement deux régiments frais (le 10e et le 64e) pour occuper les hauteurs de Charlestown et construire des fortifications.
Les fortifications ne seront cependant jamais achevées et serviront deux mois plus tard, en juin, à bâtir des ouvrages par les miliciens avant la bataille de Bunker Hill. Le général Heath étudie la position de l'armée britannique et décide de replier ses hommes à Cambridge.

## Bilan et conséquences

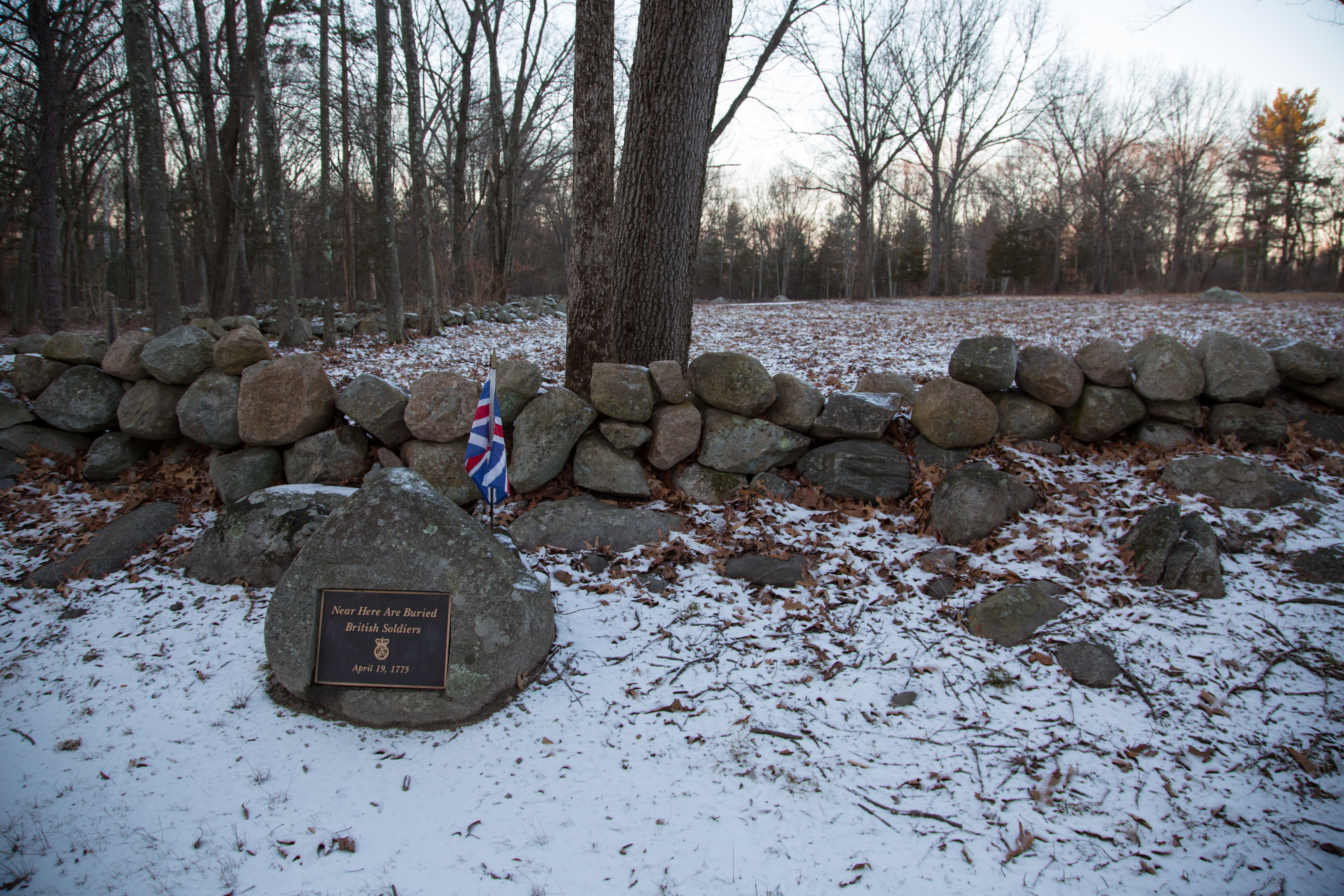
Fosse commune de soldats britanniques honorée d'une plaque commémorative et du drapeau de la Grande-Bretagne.

Dans la matinée, la ville de Boston est encerclée par une immense armée de plus de 15 000 miliciens venus de toute la Nouvelle-Angleterre,. Contrairement à la Powder Alarm, les rumeurs de sang versé se révèlent vraies et la guerre d'indépendance commence. L'armée de miliciens continue de croître grâce aux hommes des colonies environnantes. Le Second Congrès continental intègre ces soldats à l'Armée continentale naissante. Même après le début de la guerre ouverte, le gouverneur Thomas Gage refuse toujours d'imposer la loi martiale à Boston. Il convainc les habitants de la ville de rendre toutes les armes personnelles en échange de la promesse de laisser les habitants quitter la ville. Il garantit aussi une amnistie à ceux qui manifesteraient leur loyauté à l’égard de la Couronne, sauf pour John Hancock et Samuel Adams. Soupçonnant sa femme Margaret Kemble Gage, née en Amérique, de soutenir la cause des rebelles, Gage l'envoie en Grande-Bretagne.
Les batailles de Lexington et Concord n'ont pas un impact majeur quant à la tactique ou le nombre de victimes. Cependant, elles consacrent l’échec de la politique britannique derrière les lois intolérables et de la stratégie militaire suivant les Powder Alarms. En effet, l'expédition contribue à la lutte qu'elle était destinée à prévenir, et peu d'armes sont effectivement saisies.
La bataille est suivie par une lutte pour gagner l'opinion politique britannique. Dans les quatre jours qui suivent la bataille, le Congrès provincial du Massachusetts recueille des dizaines de témoignages sous serment de miliciens et de prisonniers britanniques. Quand l'information est connue que Gage envoie son compte-rendu officiel des événements à Londres une semaine après la bataille, le Congrès provincial envoie plus de cent de ces dépositions détaillées sur un bateau plus rapide. Elles sont présentées à un fonctionnaire conciliant et imprimées par les journaux londoniens deux semaines avant l'arrivée du rapport de Gage. Le rapport officiel de Gage est trop vague pour véritablement influencer l'opinion. George Germain, qui n'est pourtant pas proche des colons, écrit : « les Bostoniens sont en droit de prendre les troupes du roi pour les agresseurs et de prétendre à une victoire. » Les politiciens à Londres ont tendance à blâmer Gage pour le conflit plutôt que leurs propres politiques et instructions. Les troupes britanniques à Boston jugent pour leur part diversement le général Gage et le colonel Smith concernant les échecs de Lexington et Concord.
Le lendemain de la bataille, John Adams, futur premier vice-président des États-Unis puis deuxième président du pays, quitte son domicile de Braintree pour aller à cheval le long des champs de bataille. Il est convaincu que « les dés sont jetés, le Rubicon franchi ». Thomas Paine à Philadelphie avait déjà pensé à intenter une « sorte de procès » entre les colonies et le pays d'origine, mais lorsque les nouvelles de la bataille lui parviennent, il a « rejeté […] le Pharaon de l'Angleterre pour toujours ». George Washington reçoit les nouvelles à sa résidence Mount Vernon et écrit à un ami : « les plaines autrefois heureuses et pacifiques de l'Amérique seront soit trempées dans le sang ou habitées par des esclaves. Triste alternative ! Mais un homme vertueux peut-il hésiter dans son choix ? »

## Historiographie

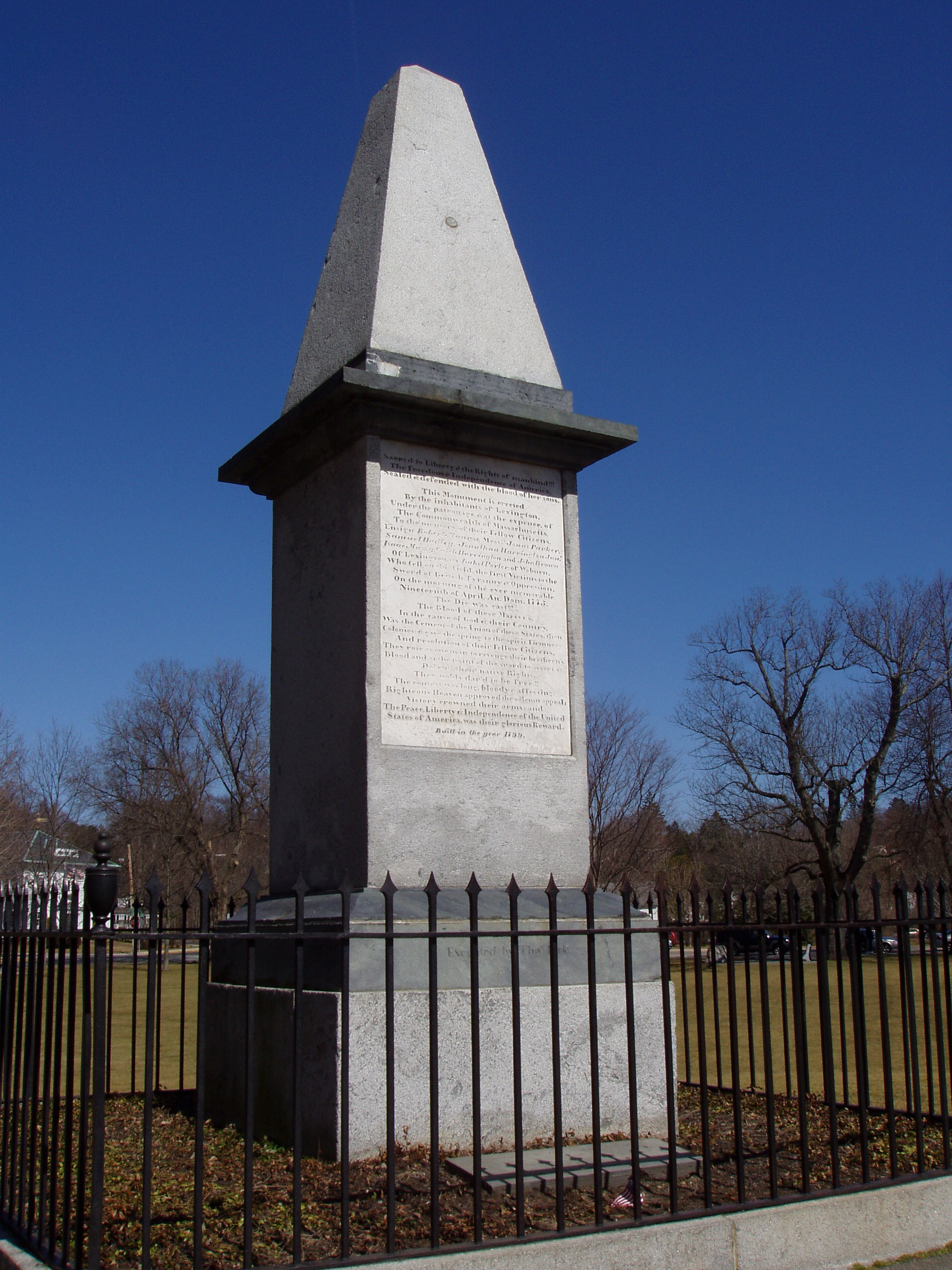
Monument commémoratif érigé en 1799 au Lexington Battle Green (détail de l'inscription).

Il est important pour la propagande du gouvernement américain naissant que la faute des Britanniques et l'innocence américaine soient maintenues concernant ces premières batailles de la guerre d'indépendance. La préparation des Patriots, les réseaux de renseignements, les signaux d'avertissement et l'incertitude sur le premier tir sont des éléments rarement abordées dans la sphère publique, et ce pendant des décennies. L'histoire du soldat britannique blessé sur le North Bridge, frappé à la tête par un minuteman à l'aide d'une hache, le prétendu « scalp », est fortement dissimulée. Les dépositions mentionnant certains de ces points ne sont pas publiées et sont retournées aux témoins ; cela arriva notamment à Paul Revere. Les peintures dépeignant la bataille de Lexington donnent l'impression d'un massacre injustifié.
La question de la responsabilité de l'engagement ressurgit au début du XIXe siècle. Par exemple, les témoignages de participants à Lexington et Concord, alors en fin de vie, diffèrent grandement de leurs dépositions faites sous serment en 1775. Tous expliquent maintenant que les Britanniques ont tiré les premiers à Lexington, alors qu'une cinquantaine d'années auparavant, ils n'étaient pas sûrs de ce point. Ils racontent également qu'ils ont tous riposté, alors qu'en 1775, ils avaient déclaré que seuls quelques-uns avaient pu. La « bataille » prend un caractère presque mythique dans la conscience américaine, le mythe devenant plus important que la vérité. Un changement complet s'est produit et les Patriots sont dépeints comme luttant activement pour leur cause, plutôt que comme des innocents qui souffrent. Les peintures de la bataille de Lexington commencent à dépeindre les miliciens debout et ripostant vaillamment.
Ralph Waldo Emerson immortalise les événements au North Bridge dans son poème Concord Hymn de 1837. Ce dernier est devenu important car il commémore le début de la Révolution américaine, et parce qu'il devient pour beaucoup d'Américains du XIXe siècle un moyen d'apprendre la révolution, en aidant à forger l'identité de la nation.
Après 1860, plusieurs générations d'écoliers mémorisent le poème Paul Revere's Ride d'Henry Longfellow. Historiquement, il est inexact (par exemple, Paul Revere ne s'est jamais rendu à Concord), mais il saisit l'idée qu'une personne peut changer le cours de l'histoire.
Au XXe siècle, l'opinion populaire et historique varie sur les événements de la journée, reflétant souvent l'humeur politique du moment. Les sentiments anti-guerre isolationnistes avant les deux guerres mondiales affichent un scepticisme quant à la nature de la contribution de Paul Revere aux efforts visant à éveiller la milice. L'anglophilie en vogue aux États-Unis après le début du XXe siècle conduit à une approche plus équilibrée de l'histoire de la bataille. Pendant la Première Guerre mondiale, un film sur la chevauchée de Paul Revere est interdit en vertu de l'Espionage Act of 1917 condamnant la promotion de la discorde entre les États-Unis et la Grande-Bretagne.
Pendant la guerre froide, Revere est utilisé non seulement comme un symbole patriotique, mais aussi comme un symbole capitaliste. En 1961, le romancier Howard Fast publie Les Habits rouges : un récit fictif de la bataille du point de vue d'un enfant de quinze ans. Sa lecture est souvent donnée dans les écoles secondaires américaines. Une version du film est produite pour la télévision en 1987, mettant en vedette Chad Lowe et Tommy Lee Jones. Dans les années 1990, des parallèles sont établis entre les tactiques américaines dans la guerre du Viêt Nam et celles de l'armée britannique à Lexington et Concord.

## Postérité

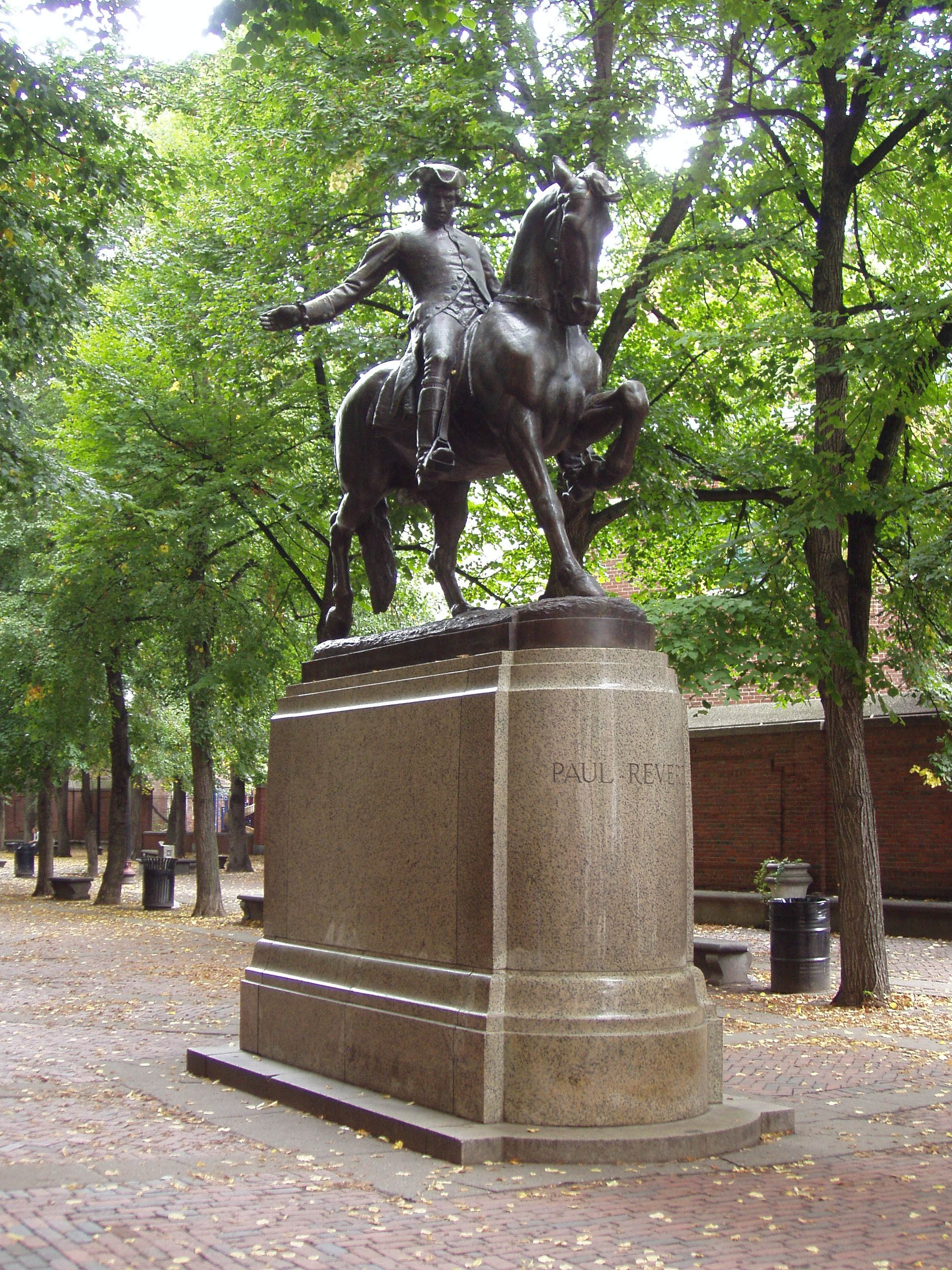
Statue de Paul Revere à North End (Boston) réalisée par Cyrus Edwin Dallin.

Le site de la bataille de Lexington est maintenant connu comme le Lexington Battle Green. Il est inscrit sur le Registre national des lieux historiques, et est un National Historic Landmark. Plusieurs monuments commémorant la bataille y ont été établis.
Les terres entourant le North Bridge à Concord, ainsi qu'environ huit kilomètres de route avec des terres environnantes et des bâtiments historiques entre Merriam's Corner et l'Ouest de Lexington, font partie du Minute Man National Historical Park. Des sentiers agrémentés de panneaux explicatifs longent les routes que les colons auraient pu prendre et le National Park Service place souvent du personnel — généralement vêtu de costumes d'époque — pour offrir des explications sur les événements de la journée. Un relief en bronze du Major Buttrick, conçu par Daniel Chester French et réalisé par Edmond Thomas Quinn en 1915, se trouve dans le parc avec la statue du Minute Man du même artiste.
La chanson Yankee Doodle, utilisée par les Britanniques pour narguer les habitants de la région, devient moins de deux mois plus tard un hymne patriotique pour les forces coloniales, lors de la bataille de Bunker Hill. Un groupe de chasseurs sur la frontière nomme son camp « Lexington » lorsque ses membres entendent des nouvelles de la bataille en juin 1775. Ce camp devint finalement la ville de Lexington dans le Kentucky.
Les poèmes Paul Revere's Ride de Henry Longfellow et Concord Hymn de Ralph Waldo Emerson narrent les batailles de Lexington et Concord.
Quatre unités actuelles de la Garde nationale du Massachusetts (181e régiment d'infanterie, 182e régiment d'infanterie, 101e bataillon du génie et la 125e compagnie d'intendants) sont issues des unités américaines qui ont participé aux batailles de Lexington et Concord. La statue du Minute Man est même l'un des symboles de la Garde nationale américaine et est présente sur le revers du State Quarter du Massachusetts. L'United States Navy a nommé plusieurs de ses navires USS Concord ou USS Lexington dont notamment, dans les années 1920, les porte-avions USS Lexington (CV-2) — qui donne également le nom à sa classe de navire — et USS Lexington (CV-16). La Lexington Avenue, une avenue de la ville de New York, tire aussi son nom de la bataille de Lexington.
Plus généralement, l'importance historique des Patriots et de leur combat apparaît dans le résultat d'un sondage de 1959, mené auprès des habitants de la région au sujet du nom d'une future équipe professionnelle de football américain. Le nom des Patriots de la Nouvelle-Angleterre est retenu pour la franchise basée dans la banlieue de Boston.
Ayant pour thème la guerre d'indépendance des États-Unis, le jeu vidéo d'action-aventure et d'infiltration Assassin's Creed III (2012) met en exergue les batailles de Lexington et Concord dans son scénario.

## Commémorations

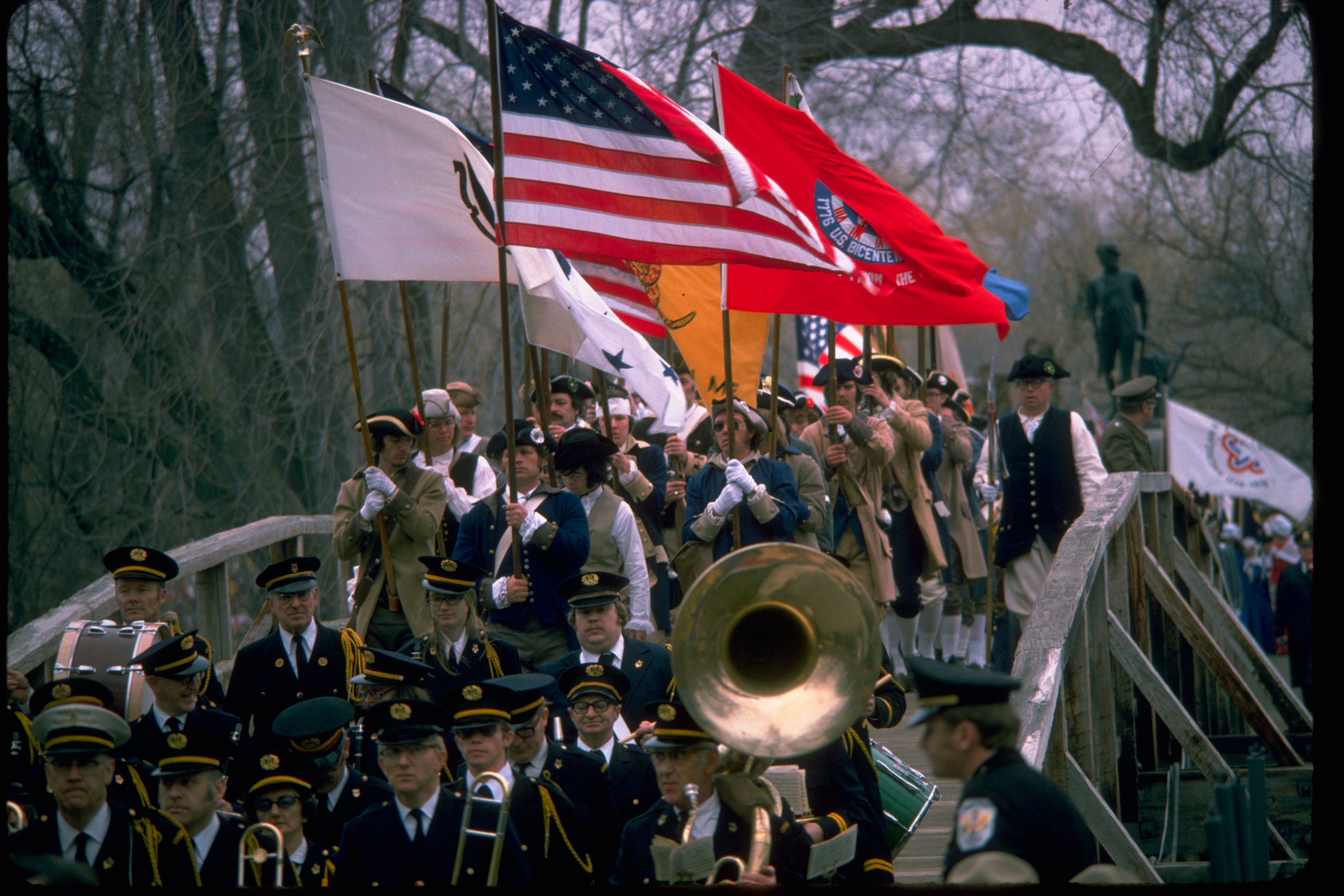
Défilé en costume sur le North Bridge pour le bicentenaire en 1975.

Les batailles de Lexington et Concord ont une charge symbolique importante : premier affrontement armé de la guerre d'indépendance américaine, elles sont célébrées de nos jours par le Patriots' Day dans le Maine, le Massachusetts et les écoles publiques du Wisconsin le troisième lundi d'avril. Des reconstitutions de la chevauchée de Paul Revere sont mises en scène, tout comme la bataille au Lexington Battle Green ; des cérémonies et des coups de feu symboliques ont également lieu au North Bridge. Le Marathon de Boston est également organisé lors du Patriots' Day.
Le 19 avril 1875, le président américain Ulysses S. Grant et les membres de son cabinet ont rejoint 50 000 personnes à l'occasion du 100e anniversaire des batailles. Une sculpture de Daniel Chester French, le Minute Man, située à proximité de l'Old North Bridge, est dévoilée ce jour-là. Un bal est officiellement organisé dans la soirée au Agricultural Hall de Concord.
En avril 1925, l'US Mail a publié trois timbres commémorant le 150e anniversaire des batailles de Lexington et Concord. Les timbres commémoratifs « Lexington-Concord » sont les premiers de nombreux timbres commémoratifs émis lors de cet anniversaire et basés sur la guerre d'indépendance des États-Unis. Les trois timbres ont d'abord été mis en vente à Washington et dans cinq villes du Massachusetts : Lexington, Concord, Boston, Cambridge et Concord Junction (West Concord de nos jours).
La ville de Concord a invité 700 éminents citoyens américains et des personnalités politiques, de l'armée, du corps diplomatique, des arts, des sciences et des lettres pour célébrer le 200e anniversaire des batailles. Le 19 avril 1975, une foule estimée à 110 000 spectateurs s'est réunie pour voir un défilé et célébrer le bicentenaire. Le président américain Gerald Ford a prononcé un discours télévisé à proximité du North Bridge dont est issue la citation suivante : « La liberté était nourrie dans le sol américain parce que les principes de la Déclaration d'indépendance ont prospéré dans notre pays. Ces principes, lorsqu'ils ont été énoncés il y a 200 ans, était un rêve et non une réalité. Aujourd'hui, ils sont réels. L'égalité a évolué en Amérique. Nos droits inaliénables sont devenus encore plus sacrés. Il n'y a pas de gouvernement dans notre pays sans le consentement des gouvernés. De nombreux autres pays ont librement accepté les principes de la liberté […] de la Déclaration d'indépendance et façonné leurs propres républiques indépendantes. Ce sont ces principes, choisis librement et librement partagés, qui ont révolutionné le monde. La volée tirée ici à Concord il y a deux siècles, « le tir entendu autour du monde » (« Shot heard round the world »), résonne encore aujourd'hui en ce jour anniversaire ».

Série de timbres du United States Postal Service (1925)
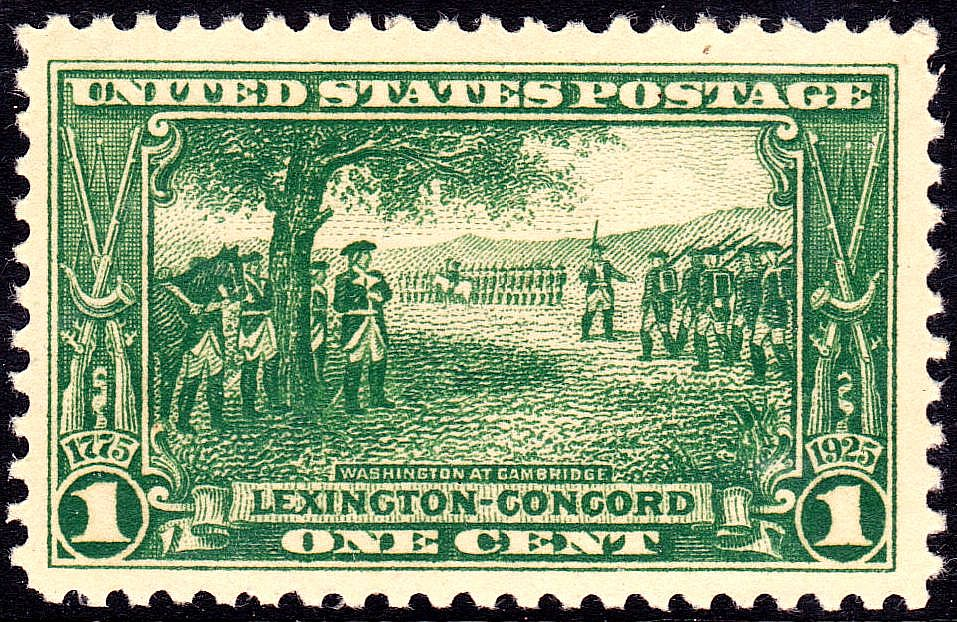
« Washington à Cambridge » (1 ¢).
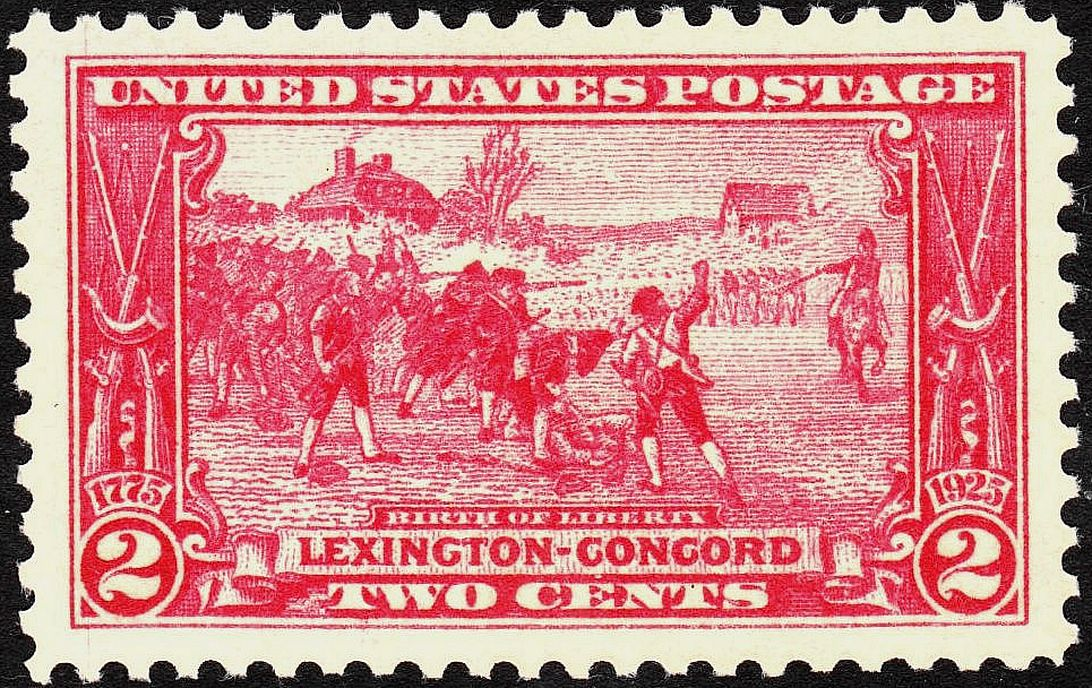
« Naissance de la Liberté » (2 ¢).
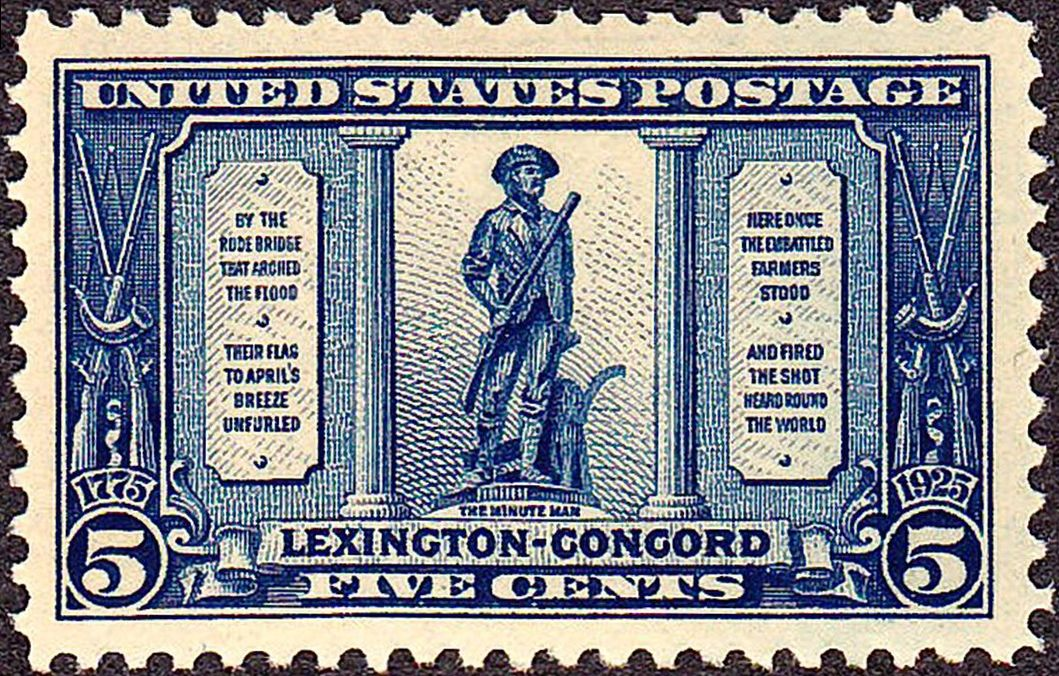
« Le Minute Man » de Daniel Chester French (5 ¢).

## Bibliographie

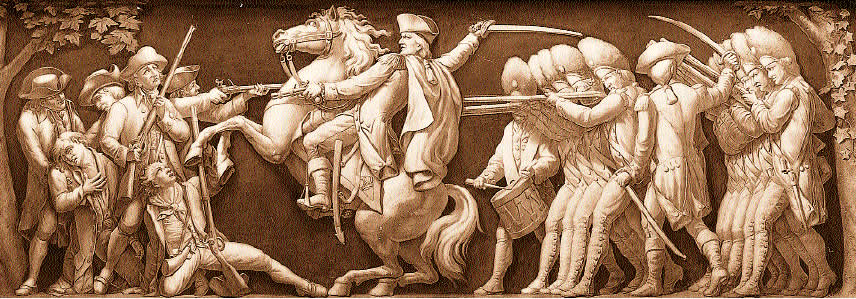
La bataille de Lexington sur la « Frise de l'histoire américaine » sur la rotonde du Capitole des États-Unis. Ce panneau symbolise le premier tir de la bataille et donc le début de la guerre d'indépendance. Le major John Pitcairn est représenté à cheval au centre, avec l'armée britannique à droite et miliciens de Lexington à gauche.

## Notes et références

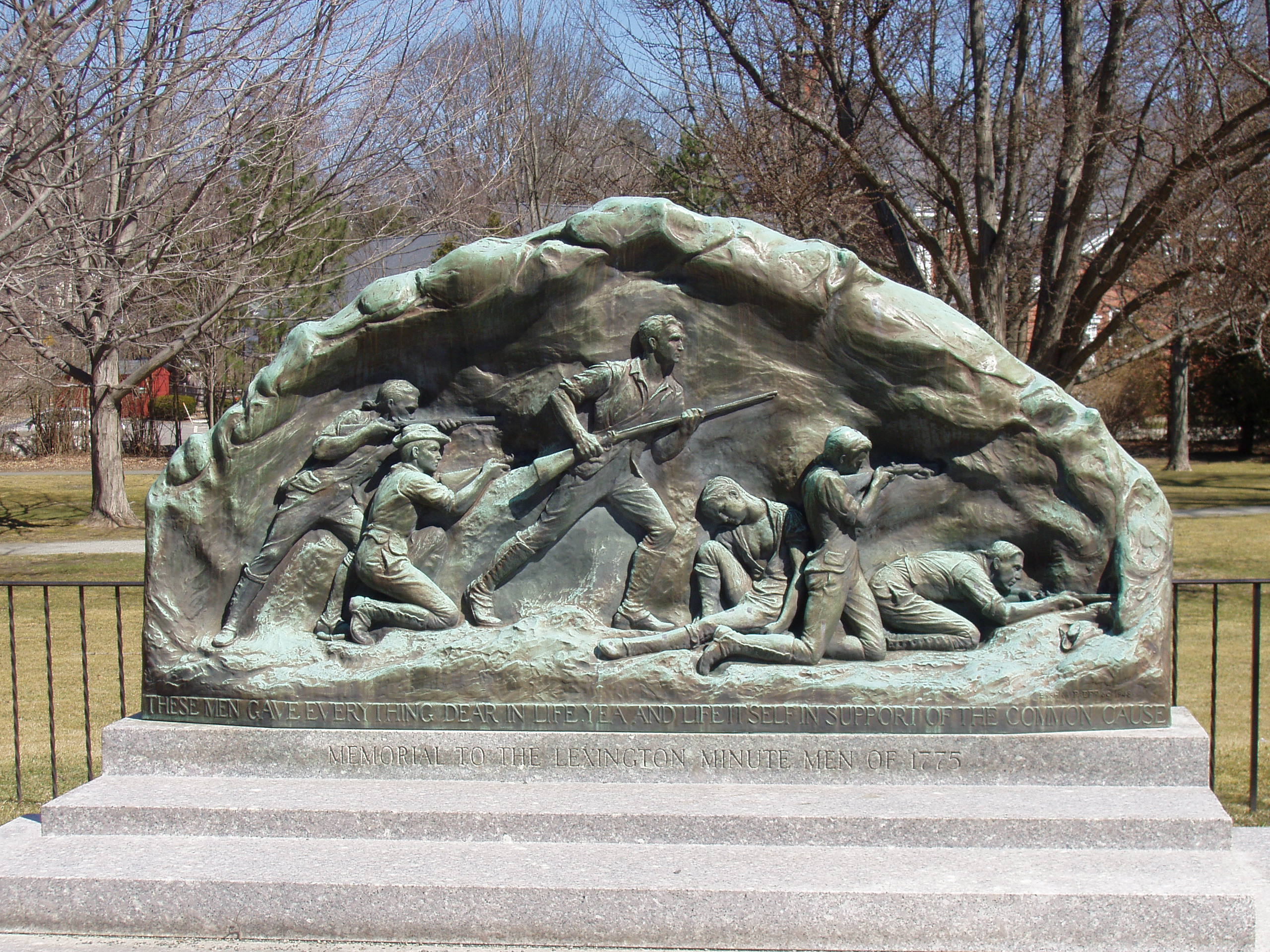
Mémorial au Lexington Battle Green réalisé en 1948 par.